# Lockheed Martin F-22
Die Lockheed Martin F-22 Raptor (englisch für Greifvogel) ist ein Luftüberlegenheitsjäger der fünften Generation. Sie wurde von dem US-Flugzeughersteller Lockheed Martin entwickelt und gebaut. Boeing lieferte wesentliche Teile zu. Sie wird ausschließlich von der US Air Force als Nachfolger der F-15A-D Eagle eingesetzt. Besondere Merkmale sind ihre Tarnkappeneigenschaften, die moderne Avionik und die Fähigkeit, ohne Nachbrenner überschallschnell zu fliegen (Supercruise).

## Geschichte und Entwicklung

### Das „Advanced-Tactical-Fighter“-Programm

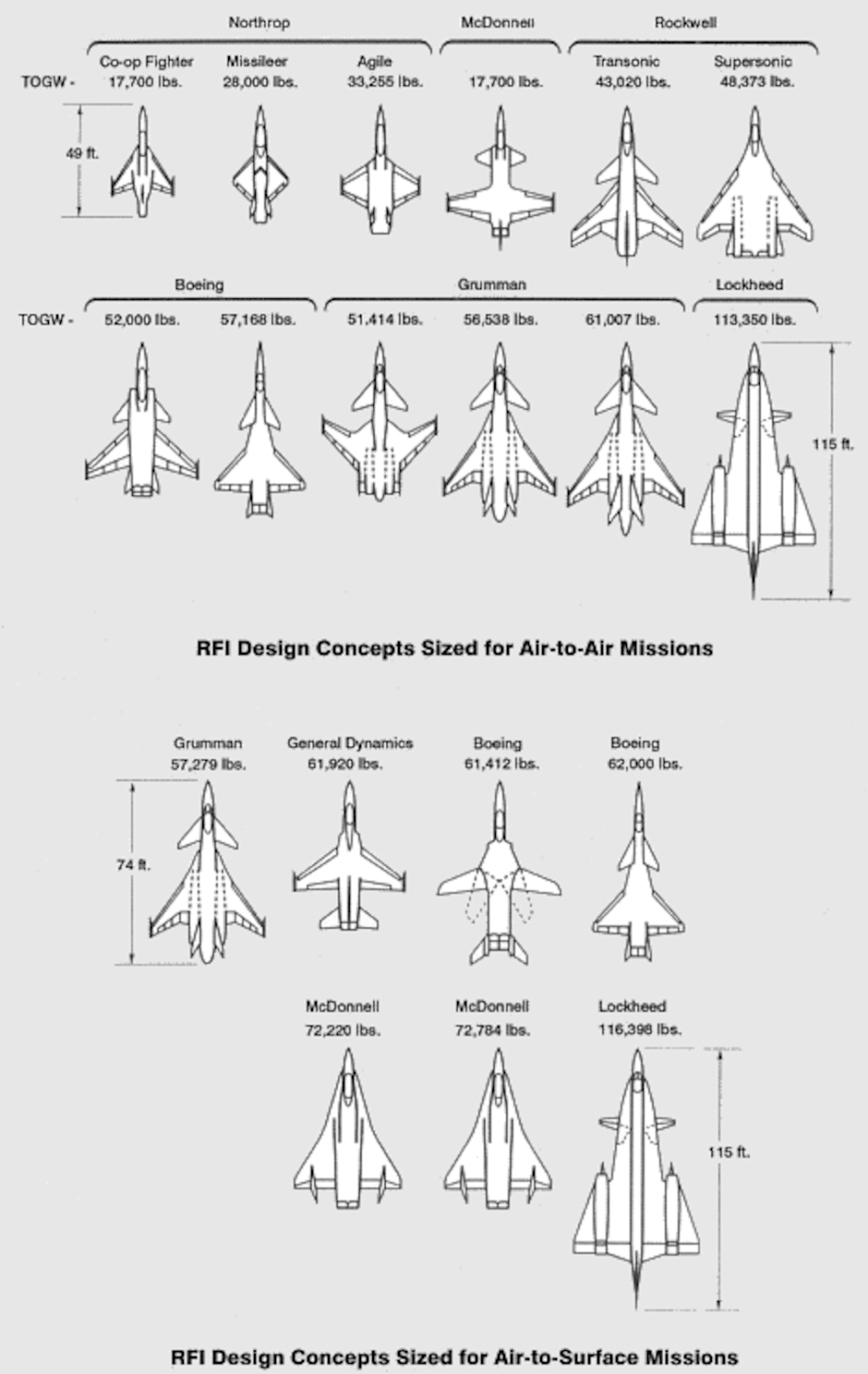
Übersicht der eingereichten Entwürfe im Rahmen des ATF-Programms

Die Geschichte der F-22 begann 1976, als die US Air Force prüfte, ob sie die Tarnkappentechnik beim nächsten Luftüberlegenheitsjäger anwenden könnte. Erste Studien begannen bereits 1969 und wurden als Advanced Tactical Fighter (dt.: „fortgeschrittener taktischer Jäger“) bezeichnet. 1975 erstellte die Air Force eine grobe Planung, welche die Prototypenerprobung im Zeitraum von 1977 bis 1981 vorsah. Da jedoch Zweifel an der Stealth-Technik aufkamen, verzögerte sich das erste große Forschungsprojekt zu dieser Technik bis 1976, als Lockheed das Have-Blue-Programm begann, aus dem auch die F-117 Nighthawk hervorging. 1981 forderte die Air Force die Flugzeughersteller auf, ihre Vorschläge einzureichen. Das geplante Kampfflugzeug sollte Boden- sowie Luftziele ungefährdet von Flugabwehrraketen auch im sowjetischen Hinterland bekämpfen können. Dieses Ziel erforderte zwingend Supercruise- und Stealth-Eigenschaften. Darüber hinaus wurde eine hochintegrierte Avionik gefordert, um den Piloten zu entlasten und so seine Effizienz im Kampf zu steigern.
Bereits 1983 beschäftigte sich die Air Force mit der Entwicklung der Triebwerke. Diese begann somit schon drei Jahre vor dem Entwurf der Flugzeugzelle, da die Air Force in diesem Bereich bereits negative Erfahrungen beim P&W-F100-Triebwerk für die F-15 gemacht hatte. Die Konzerne General Electric und Pratt & Whitney erhielten im Oktober desselben Jahres einen Auftrag über 200 Millionen US-Dollar, um ein geeignetes Triebwerk zu entwerfen. Pratt & Whitney entwickelte das XF119 auf Basis des PW5000, während General Electric das GE37 zum XF120 weiterentwickelte, das mit einem variablen Nebenstromverhältnis (englisch Variable Cycle Engine) ausgestattet war.
Im Oktober 1985 forderte die Air Force die Hersteller auf, bis zum Dezember Angebote für ein Kampfflugzeug abzugeben, das Mitte der 1990er Jahre sowohl die F-15 Eagle als auch die F-16 Fighting Falcon ablösen konnte. Allerdings entschloss sich die Air Force im Juli 1986 zu einer grundsätzlichen Planänderung. Die Entscheidung über den Gewinner des Wettbewerbes sollte nun nicht mehr anhand von Bodenerprobungen fallen, sondern auf Basis von Flugdemonstrationen, die Ende 1991 stattfinden sollten. Ein halbes Jahr später, im April 1987, wurde ein Entwicklungsauftrag an zwei Industriekonsortien erteilt, von denen das eine von Lockheed, das andere von Northrop geführt wurde. Das Volumen belief sich auf 691 Millionen US-Dollar und der Auftrag war auf fünfzig Monate befristet. Die ersten Flüge mit den Prototypen sollten im Oktober 1989 stattfinden. Zu deren Bau kooperierte Lockheed mit General Dynamics und Boeing, Northrop arbeitete mit McDonnell Douglas zusammen. Die Prototypen erhielten die Bezeichnung YF-22 Lightning II (Lockheed) und YF-23 Black Widow II (Northrop), wobei jedes Team zwei identische Maschinen bauen musste.

### Die Prototypen YF-22 und YF-23

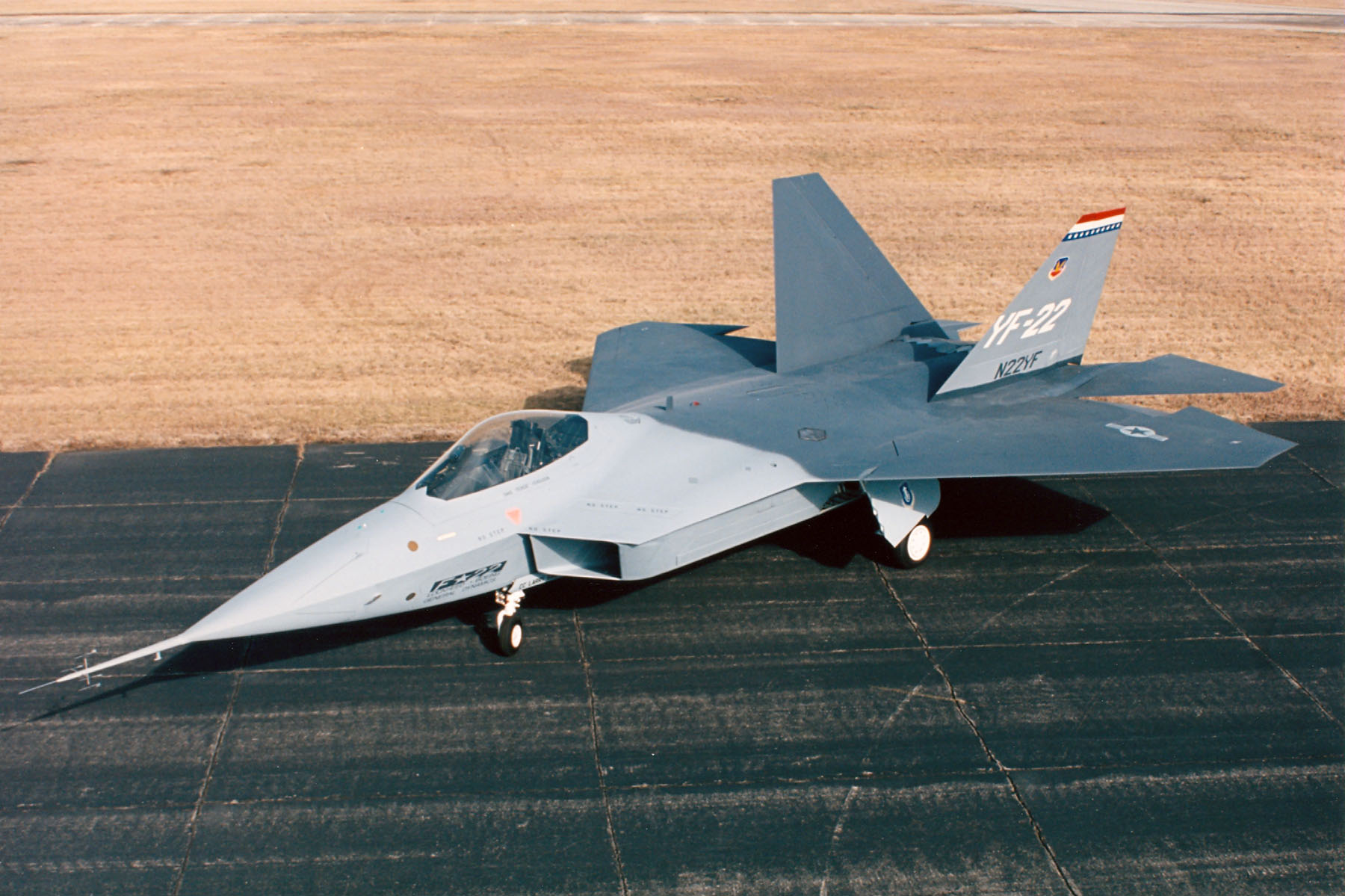
YF-22 am Boden

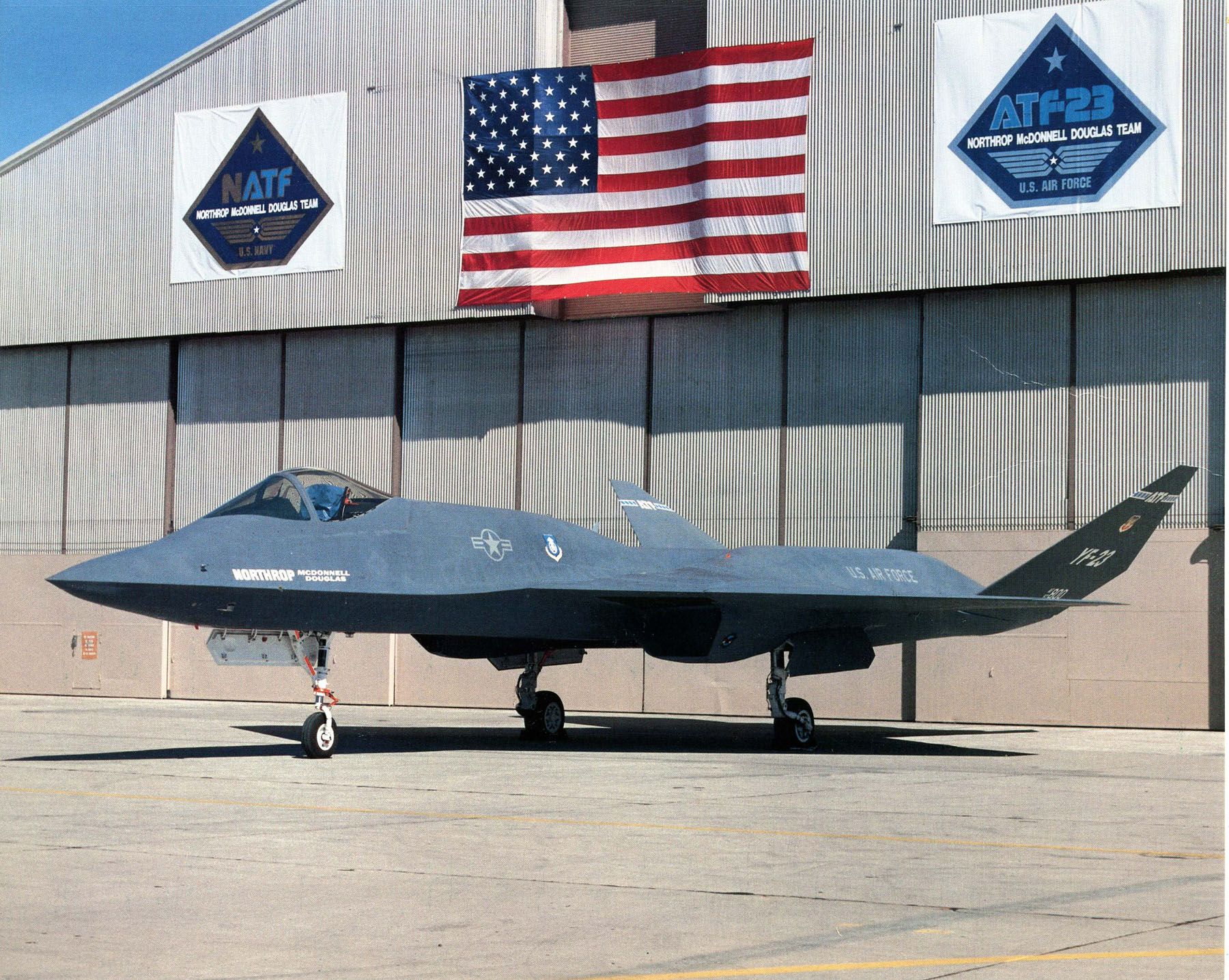
Ein seitlicher Blick auf das Konkurrenzmodell YF-23

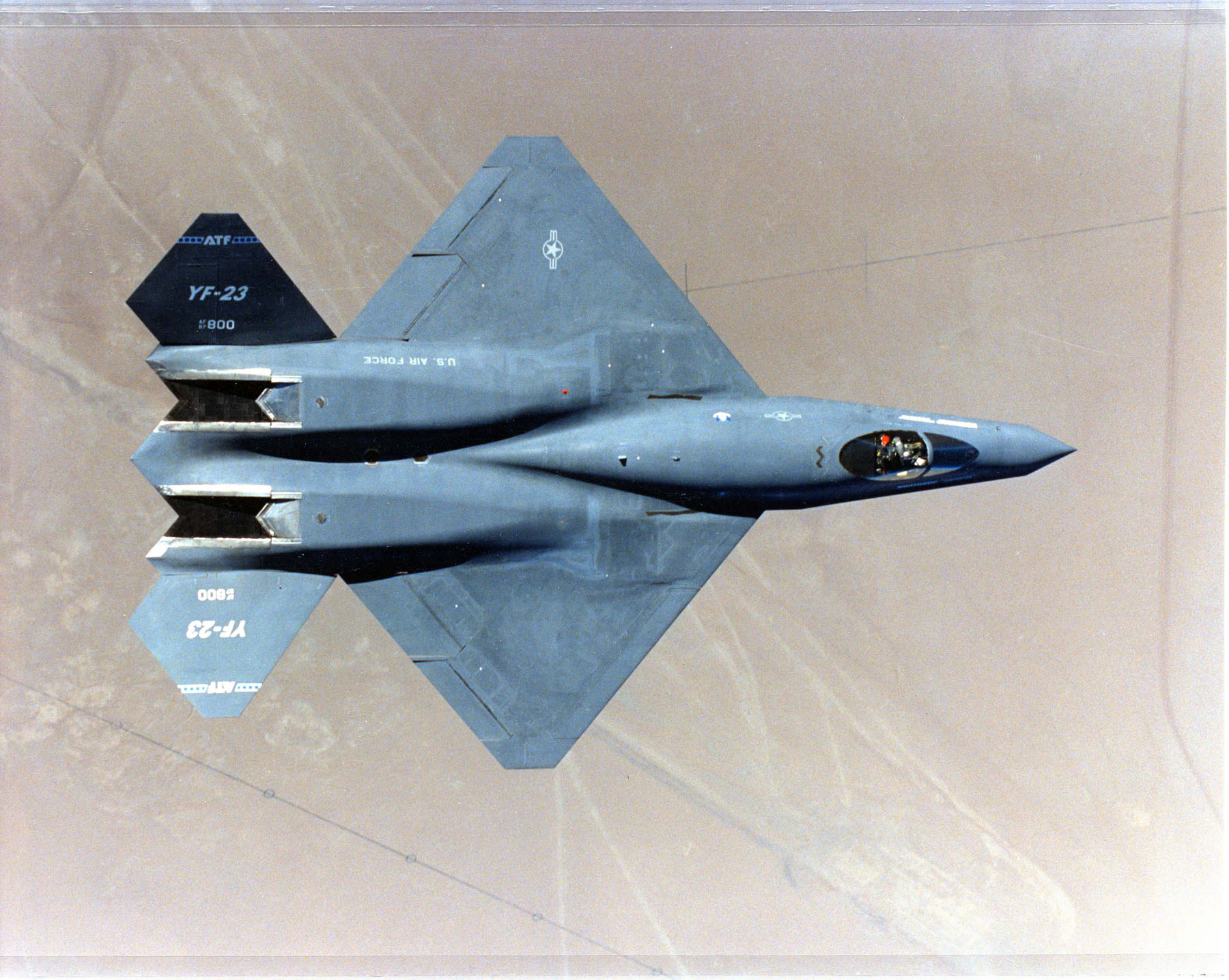
Die YF-23 von oben

Beide Konsortien begannen umgehend mit Studien über mögliche technische Risiken des Projekts und deren Vermeidung, wobei sie sich am Lastenheft der Air Force orientierten. Die beiden Triebwerkskonstrukteure erhielten Anfang 1988 den Auftrag über 342 Millionen US-Dollar, um ein flugtaugliches Triebwerk zu entwickeln. Mit den Bodentests war bei Pratt & Whitney bereits Ende 1986 begonnen worden, bei General Electric Mitte 1987. Die YF-22 von Lockheed sollte vom P&W YF119 angetrieben werden, die YF-23 vom YF120. In der Zwischenzeit erhielt Westinghouse den Zuschlag für den Bau des Bordradars und setzte sich so gegen den Mitbewerber Hughes Aircraft durch.
Trotz gleicher Vorgaben präsentierten Lockheed und Northrop zwei sehr unterschiedliche Entwürfe. Die YF-22 von Lockheed konnte noch als „konventionell“ bezeichnet werden. Das Aussehen erinnerte etwas an die F-15 und zeichnete sich durch den rautenförmigen Querschnitt des vorderen Rumpfes und der Tragflächen sowie ein nach außen geneigtes Seitenleitwerk aus. Die YF-23 von Northrop war um 2,10 Meter länger und machte einen erheblich futuristischeren Eindruck. Das V-Leitwerk war stark nach außen geneigt (50°), was dem Flugzeug bei seitlicher Betrachtung eine sehr niedrige Silhouette verschaffte. Die Unterbringung der Triebwerke stach ebenfalls deutlich hervor. Während diese bei der YF-22 nur durch eine leichte Wölbung im hinteren Bereich des Flugzeuges zu erkennen war, traten bei der YF-23 zwei äußerst deutliche Wölbungen hervor. Markante Unterschiede gab es auch bei den Lufteinlässen und den Schubdüsen. So waren die Lufteinlässe bei der YF-22 seitlich angebracht, bei der YF-23 hingegen unter den Tragflächen. Bei der YF-22 waren die Düsen rechteckig und ermöglichten so die Schubvektorsteuerung für eine deutlich verbesserte Wendigkeit, während bei der Konstruktion der YF-23 mehr Wert auf die Infrarotstrahlungsabschirmung gelegt wurde, weshalb die Austrittsöffnung weit nach vorne verlegt wurde. Damit konnten die Triebwerksabgase besser abgekühlt und die direkte Beobachtung der heißen Düsen von unten verhindert werden.
Am Anfang der Demonstrationsphase lag meist das Team um Northrop vorne. So hob die YF-23 am 27. August 1990 zu ihrem ersten zwanzigminütigen Jungfernflug ab. Geflogen wurde sie von Northrops Cheftestpiloten Paul Metz. Einen Monat später, am 29. September, erfolgte der Erstflug der YF-22 mit Lockheeds Chefpiloten Dave Furguson am Steuer. Beide Maschinen wurden vom GE YF120 angetrieben. Die zweite YF-22 startete am 30. Oktober und flog erstmals mit dem P&W YF119. Der Erstflug der zweiten YF-23 fand vier Tage früher statt, nämlich am 26. Oktober.
Bereits wenige Wochen später konnten beide Teams die Supercruise-Fähigkeit ihrer Maschinen demonstrieren. Am 14. November erreichte die YF-23 ohne Nachbrennereinsatz Mach 1,43, während die YF-22 zur gleichen Zeit mit Mach 1,58 fliegen konnte. Hinsichtlich der Flugeigenschaften wurde bei Lockheed großer Wert auf Wendigkeit gelegt. So wurden in den folgenden Monaten spektakuläre Manöver demonstriert, die kein anderes Flugzeug dieser Zeit fliegen konnte (beispielsweise 360°-Rollen bei einem Anstellwinkel von 60°). Dies war hauptsächlich auf die asymmetrisch gesteuerten 2D-Schubvektordüsen zurückzuführen. Unterdessen demonstrierte die YF-23 eine Höchstgeschwindigkeit von Mach 1,8 (mit Nachbrenner) und einem Anstellwinkel bis zu 25°. Beide Maschinen waren während der Erprobung Belastungen bis 7g ausgesetzt. Obwohl beide Maschinen ohne Bordwaffen und Radar flogen, demonstrierte Lockheed die Funktionsfähigkeit der Startanlagen für die AIM-9- und AIM-120-Lenkwaffen, wenngleich dies nicht von der Air Force gefordert wurde. Diese verlangte allerdings noch während der Erprobungsphase Konzepte für die Konstruktions- und Fertigungsentwicklung, welche dann am 2. Januar 1991 von den beiden Teams abgegeben wurden.
Am 23. April 1991 gab die Air Force schließlich den Sieger der Ausschreibung bekannt: Die YF-22 „Lightning II“ vom Team Lockheed. Der ausschlaggebende Faktor für diese Entscheidung war die weiter fortgeschrittene Entwicklung und die bessere Manövrierfähigkeit der YF-22. Nur sie konnte äußerst steile Anstellwinkel fliegen, besaß ein weitentwickeltes Cockpit und hatte Flugkörperstarts demonstriert. Den Triebwerkswettbewerb gewann Pratt & Whitney mit dem YF119.

### Entwicklungsphase

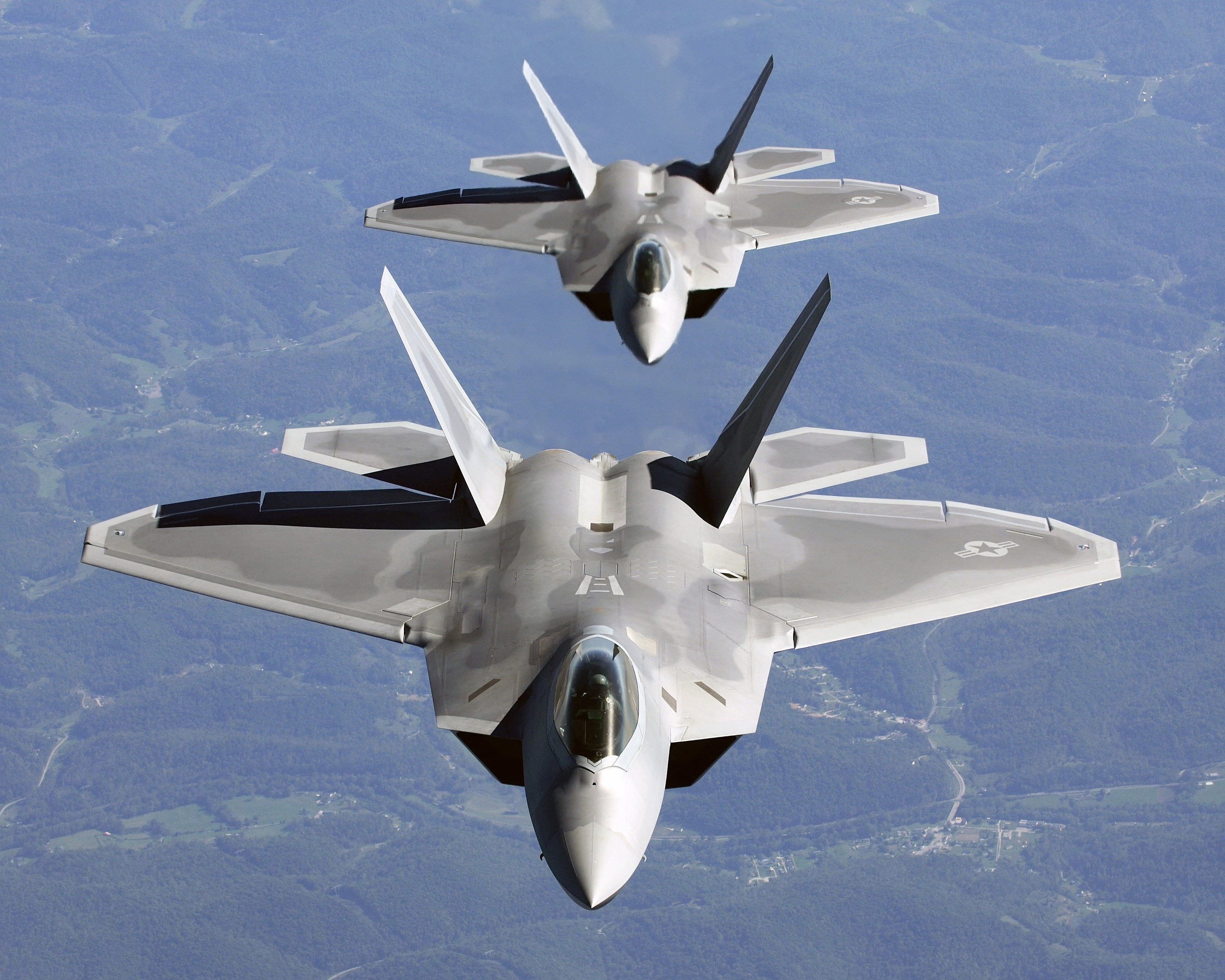
Zwei F-22A im Formationsflug

Nachdem Lockheed die Ausschreibung gewonnen hatte, erhielt der Konzern exakt sieben Monate später den Auftrag, elf Prototypen, einen statischen Prüfstand und eine Zelle für Belastungstests zu bauen. Das Auftragsvolumen belief sich auf 10,9 Milliarden US-Dollar, wobei 9,55 Milliarden auf die Flugzeugzellen und 1,36 Milliarden auf die Triebwerke entfielen. Insgesamt wurden für die Beschaffung von 800 F-22 36,7 Milliarden US-Dollar veranschlagt. Als die Flugzeugzelle und das Triebwerk diverse konzeptionelle Hürden überwunden hatten, konnte im Februar 1995 mit der Fertigung der ersten Vorserienmodelle begonnen werden.

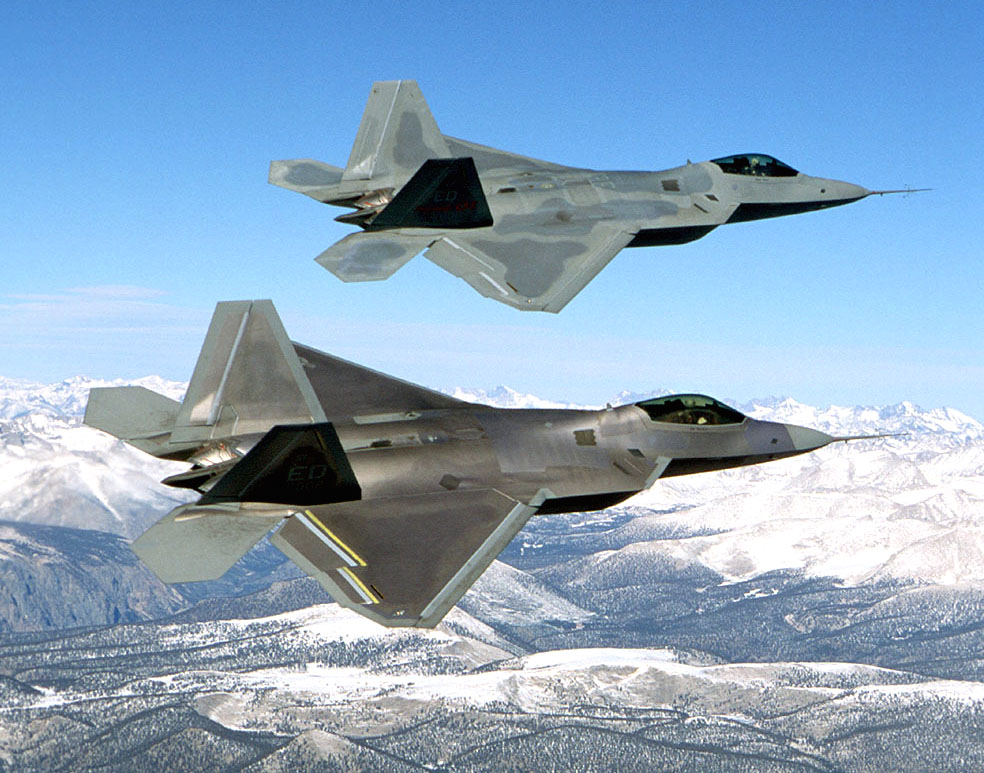
Die beiden ersten Produktionsmodelle der F-22 (Nummer 4001 und 4002)

Während der Entwicklungsphase wurde eine Vielzahl von kleineren Änderungen an der Flugzeugzelle vorgenommen, wobei das grobe Aussehen der Maschine jedoch nicht wesentlich verändert wurde. So wurden das Cockpit nach vorne und die Lufteinlässe nach hinten verschoben, um die Rundumsicht zu verbessern. Weiterhin wurde die Flügelpfeilung verringert und die Flügelspannweite erhöht. Schließlich wurden die Seitenleitwerke verkleinert und die Höhenleitwerke neu entworfen. Insgesamt sind über 20 Änderungen an der Flugzeugzelle bekannt geworden.
Die erste F-22 mit der internen Nummer 4001 wurde am 9. April 1997 der Öffentlichkeit vorgestellt. Der Erstflug war für den Monat Mai vorgesehen, allerdings verzögerten technische Probleme den Flug bis zum 7. September. Die zweite Maschine (Nummer 4002) flog zum ersten Mal am 29. Juni 1998 und demonstrierte später Anstellwinkel über 60°, das Öffnen der Waffenschächte bei Mach 2 und den Start von AIM-9- und AIM-120-Lenkwaffen. Da bei der Vorgängermaschine vereinzelt Probleme mit der Fly-by-Wire-Flugsteuerung auftraten, wurde die 4002 mit einem Trudelschirm am Heck ausgerüstet. Am 6. März 2000 startete dann die 4003, die kurz danach zur Edwards AFB überführt wurde. Da bei den Strukturtests mit Belastungen von bis zu 9g Schwächen bei den Flügelklappen aufgetreten waren, wurden diese bei der 4003 ausgewechselt. Die Innenstruktur dieser Maschine ist identisch zur späteren Serienversion. Die 4004 wurde bereits im Januar fertiggestellt und absolvierte ihren Erstflug am 15. November. Bei diesem Modell war zum ersten Mal das komplette Avioniksystem eingebaut, das sich schon zu diesem Zeitpunkt als sehr leistungsfähig erwies. Der Prototyp mit der Nummer 4005 flog erstmals am 5. Januar 2001. Er erhielt die Block-3.0-Software, welche die meisten neuen und experimentellen Funktionen enthielt. Insgesamt wurden noch vier weitere Prototypen gebaut. Die Maschine mit der Nummer 4010 war die erste Serienmaschine und startete am 1. Oktober 2002 zu ihrem Jungfernflug. Bis zur ersten Auslieferung an die Air Force am 10. Oktober 2003 wurden noch neun weitere Maschinen produziert.
Zwischenzeitlich wurde die F-22 auch als „F/A-22“ bezeichnet. Diese Bezeichnung wurde im September 2002 eingeführt und sollte die Eignung der Maschine für die Bodenzielbekämpfung widerspiegeln, da das Präfix „A“ für „Attack“ (dt. [Boden-]Angriff) steht. Dieses Benennungsschema wurde schon bei der F/A-18 Hornet angewendet. Am 13. Dezember 2005 wurde diese Änderung jedoch wieder rückgängig gemacht, und die Maschine erhielt wieder die Bezeichnung „F-22“.

### Einführung und Beschaffung

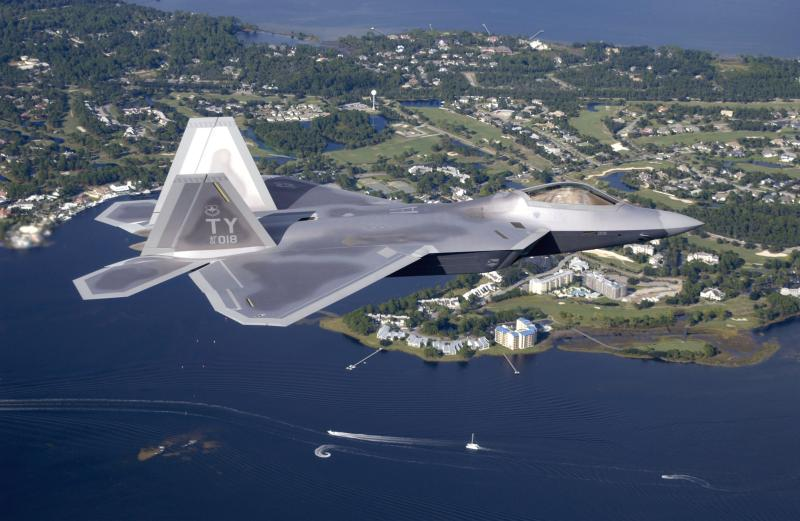
Die erste einsatzfähige F-22 (Nr. 4018) bei ihrem Überführungsflug zur Tyndall AFB

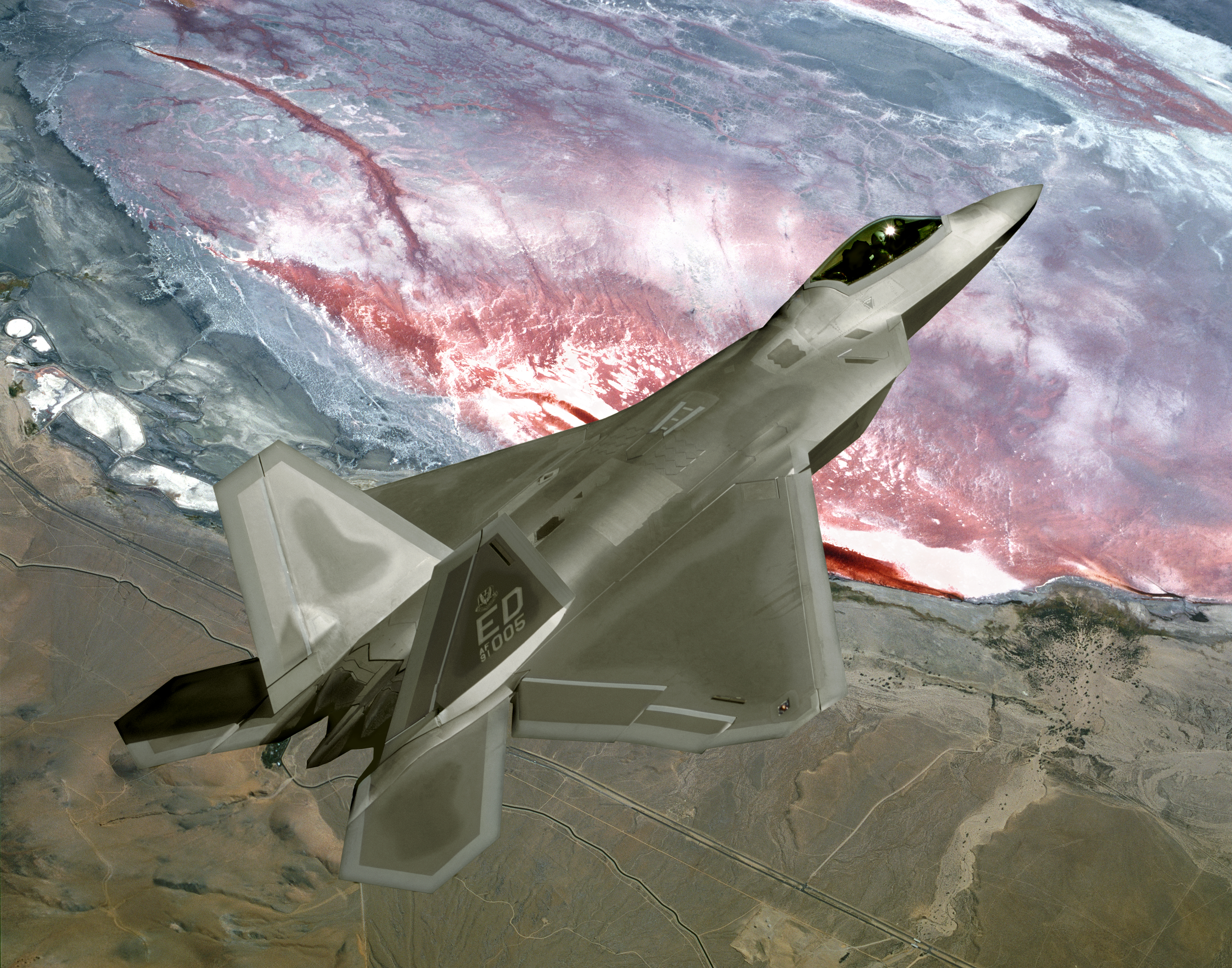
Eine F-22 während eines Testfluges im April 2005 über Kalifornien

Am 10. Oktober 2003 wurde die erste F-22 ausgeliefert und zur Tyndall AFB überführt. Sie trägt die Produktionsnummer 4018. Zu diesem Zeitpunkt waren mit den F-22-Flugzeugen bereits über 4.000 Flugstunden absolviert worden. Die Air Force setzte die Tests fort und trieb die Integration der Bewaffnung weiter voran. Während dieser Phase kam es am 20. Dezember 2004 auf der Nellis AFB zu einem Absturz während der Startphase, bei dem sich der Pilot jedoch mit dem Schleudersitz retten konnte (siehe Zwischenfälle). Am 15. Dezember 2005 wurde die F-22 offiziell in Dienst gestellt (Initial Operating Capability), bis sie schließlich am 12. Dezember 2007 für „voll einsatzfähig“ befunden wurde (Full Operational Capability).
Dennoch lag im Jahre 2008 die Einsatzbereitschaft der F-22-Flotte als Folge verschiedener Nachbesserungen und Nachrüstungen bei nur 62 %, was Christopher Bolkcom, ein Experte des „Congressional Research Service“, als „unbefriedigend“ bezeichnete.
Nach einer DERA-Studie handelte es sich nach seiner Einführung bei der F-22 um das leistungsfähigste Jagdflugzeug der Welt, allerdings werden die hohen Stückkosten der F-22 von etwa 190 Millionen US-Dollar kritisiert.
Mit durchschnittlichen Systemkosten von etwa 189 Mio. US-Dollar galt die F-22 im Jahr 2008 als das teuerste Jagdflugzeug der Welt.
Anfangs sah der US-Haushalt rund ein Drittel dieses Preises vor, im Haushaltsjahr 1999 bereits 110 Millionen Dollar. Entsprechend sank die durch das Budget beschaffbare Stückzahl. Ursprünglich hatte die Air Force geplant, bis zu 800 F-22 in Dienst zu stellen. Allerdings war nach dem Zusammenbruch der Sowjetunion der Bedarf an einer so großen Flotte nicht mehr gegeben. Als 1997 der erste Vorserienprototyp abhob, plante das Pentagon noch die Beschaffung von 442 Maschinen. Aufgrund der immer weiter steigenden Kosten wurde diese Zahl im Laufe der Jahre jedoch stetig nach unten korrigiert. So wurde 1998 damit gerechnet, bis zum Jahr 2013 438 Maschinen anzuschaffen. Als 2002 die Serienproduktion der F-22 begann, meldete die Air Force einen Bedarf von 381 Maschinen an, wobei der US-Kongress zunächst die Anschaffung von 276 Maschinen erlaubte. Der damalige US-Verteidigungsminister Donald Rumsfeld kürzte die Finanzmittel aber auf 178 Maschinen. Bis Mitte 2008 war dann die Anschaffung von 183 Maschinen genehmigt, im November wurde diese Zahl jedoch um vier weitere im Wert von 50 Mio. US-Dollar erhöht, um die Fertigungslinien in Betrieb zu halten, bis die neue Regierung unter Barack Obama eine eigene Entscheidung über die Fortführung der Produktion treffen konnte.
Am 6. April 2009 kündigte US-Verteidigungsminister Robert Gates an, weitgehende Einsparungen innerhalb der Streitkräfte vorzunehmen. Deshalb wolle er, trotz einer Forderung der Luftwaffe nach mindestens 40 bis 60 weiteren Maschinen, die Produktion nach den bisherigen 187 bestellten F-22 einstellen lassen und die freiwerdenden Finanzmittel in die F-35 Lightning II investieren. Die Ankündigung löste sowohl im US-Kongress als auch in der militärischen Führung eine massive Kontroverse aus.
Neben verschiedenen wirtschaftspolitischen Interessen argumentieren die Befürworter der F-22, dass die US-Luftwaffe auch in Zukunft die Fähigkeiten besitzen müsse, bei konventionellen Konflikten die Luftüberlegenheit herzustellen, und dass die Raptor ein zentrales Element im „Global-Strike“-Konzept darstelle. So erklärte General Norton Schwartz, Generalstabschef der US Air Force, dass mit dem Auslaufen der Produktion die F-22-Flotte zu klein sei, um dies sicherzustellen. Er verwies darauf, dass bis 2011 etwa 250 Kampfflugzeuge, primär vom Typ F-15, wegen erhöhten Materialverschleißes vorzeitig ausgemustert werden müssten. Die hohen Beschaffungskosten rechtfertigen Befürworter damit, dass aufgrund der höheren Leistungsfähigkeit der F-22 auf verhältnismäßig mehr ältere Muster verzichtet werden könne und somit automatisch Einsparungen bei Betriebs- und Personalkosten entstünden.
Die Kritiker argumentieren, dass die F-22 für die Erfordernisse der asymmetrischen Kriegführung überdimensioniert sei und die geringe interne Waffenlast den Einsatz als Mehrzweckkampfflugzeug verhindere (siehe Bewaffnung). Außerdem handele es sich bei der F-22 um ein Jagdflugzeug ohne real existierenden Gegner, da auf absehbare Zeit keine Maschine über eine ähnliche Leistungsfähigkeit verfüge. Deshalb stelle sich die Kosten-Nutzen-Frage angesichts knapper Haushaltsmittel immer dringlicher. So äußerte sich US-Verteidigungsminister Robert Gates im Frühjahr 2008 zur F-22:

“The reality is we are fighting two wars, in Iraq and Afghanistan, and the F-22 has not performed a single mission in either theater.”

„Die Realität ist, dass wir in zwei Kriegen kämpfen, Irak und Afghanistan, und die F-22 hat bisher auf keinem der Schauplätze auch nur eine Mission absolviert.“

Allerdings handelt es sich dabei nur begrenzt um ein spezifisches Problem der F-22, da Luftüberlegenheitsjäger grundsätzlich für asymmetrische Konflikte, bei denen keine feindliche Luftwaffe vorhanden ist, ungeeignet sind.
Gegen den Willen der Regierung Obama und trotz der Vetoankündigung des Präsidenten setzte das House Armed Services Committee (HASC) am 17. Juni 2009 die Beschaffung von zwölf weiteren F-22 für das Haushaltsjahr 2010 durch. Allerdings stimmte der US-Senat am 21. Juli 2009 mit 58:40 Stimmen gegen die Beschaffung von sieben der zusätzlichen zwölf Maschinen, womit zunächst noch fünf Aufträge über den Plan von Verteidigungsminister Gates hinaus bestanden. Diese wurden aber später noch vom Repräsentantenhaus aus dem Budget genommen. Letztlich unterzeichnete Barack Obama am 28. Oktober 2009 den Verteidigungshaushalt für das Jahr 2010, der auf die Anschaffung von weiteren F-22-Maschinen verzichtet. Da die F-22, trotz des Interesses von Israel, Japan und Australien, nicht vom US-Senat für den Export freigegeben ist, wurde die Produktion nach 187 Serienmaschinen am 13. Dezember 2011 eingestellt.

### Aktiver Dienst

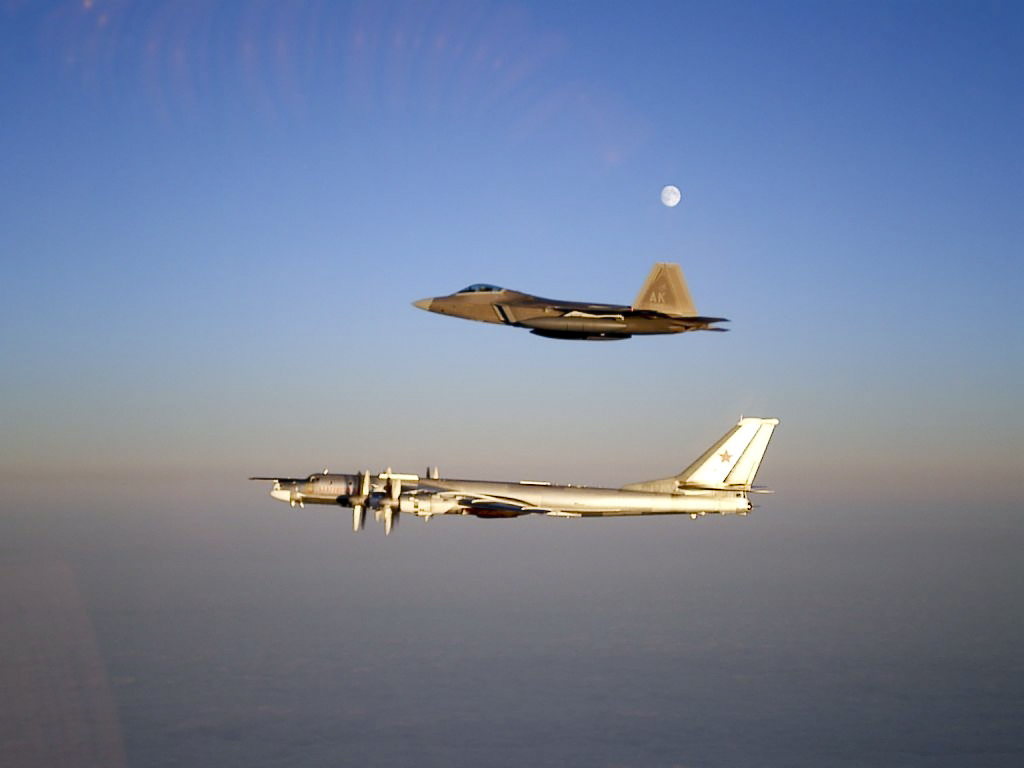
F-22 beim Eskortieren einer russischen Tupolew Tu-95

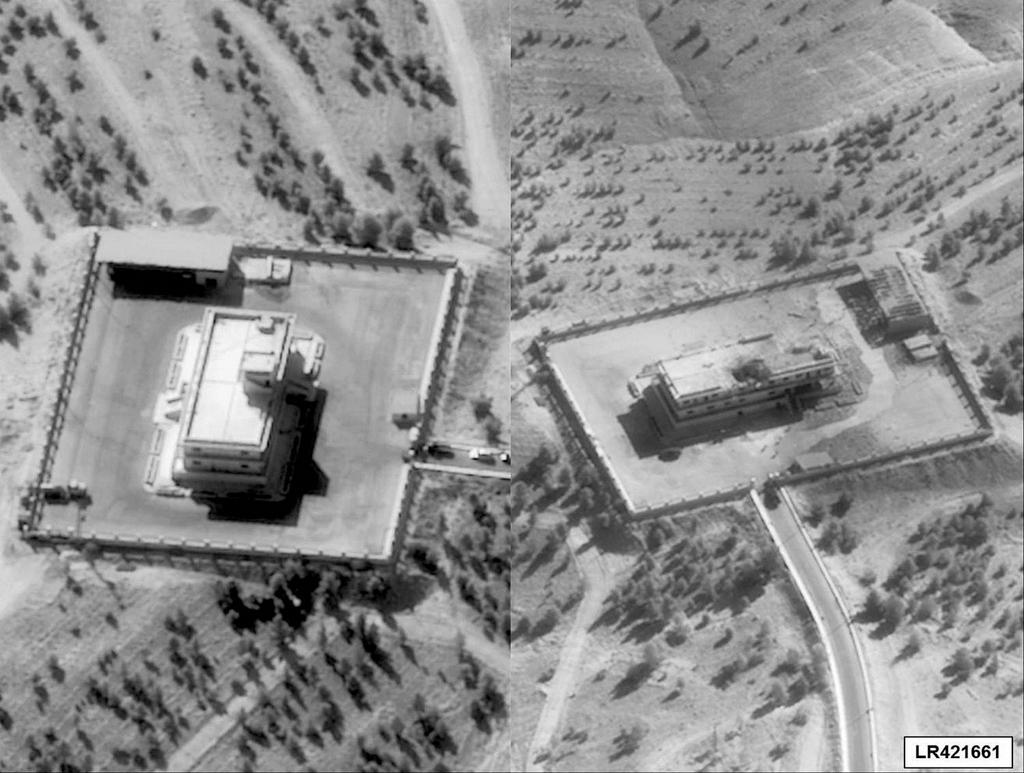
Von F-22 zerstörte IS-Kommandozentrale in Syrien

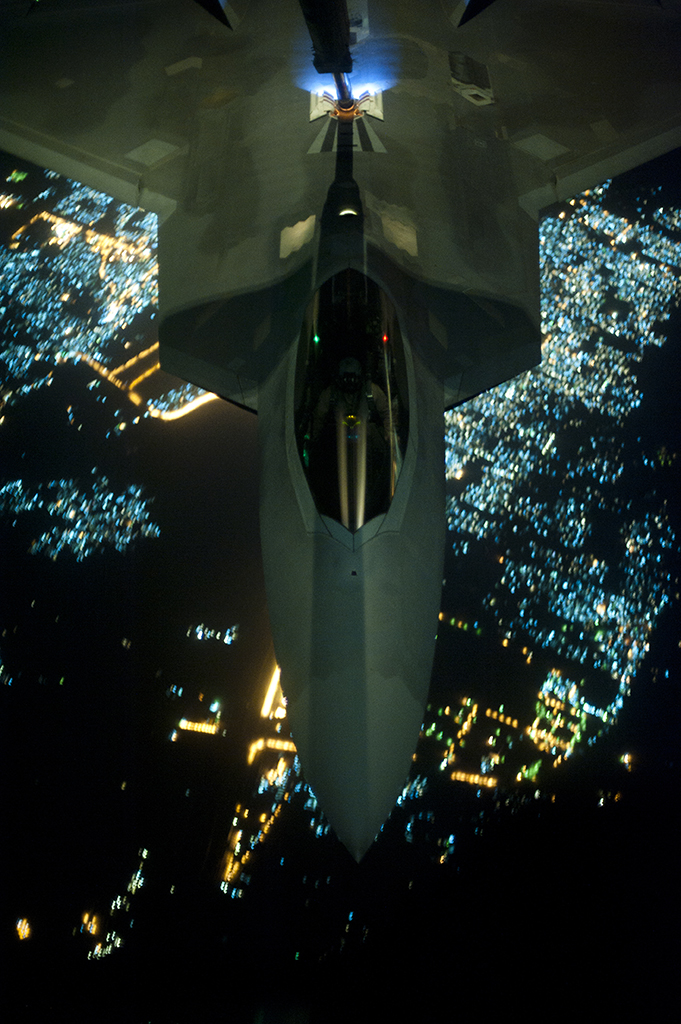
Luftbetankung einer F-22 während der Angriffe gegen den IS in Syrien am 26. September 2014

#### Einsätze
Obwohl die US-Luftwaffe die F-22 am 15. Dezember 2005 offiziell in Dienst gestellt hatte, absolvierte sie keine Einsätze im Irak oder Afghanistan, bedingt durch die fehlenden feindlichen Luftstreitkräfte.
Der erste ausländische Einsatz erfolgte am 16. Februar 2007, als zwölf Raptors des 27th Fighter Squadron / 1st Fighter Wing von der Langley AFB nach Okinawa in Japan auf die Kadena Air Base überführt wurden in Begleitung von 250 Personen des Bodenpersonals. Bis dahin war es der längste Überflug der F-22A von beinahe 12.400 km am Stück. In den drei Monaten auf Okinawa absolvierten die Piloten der zwölf Maschinen über 600 Flüge, anschließend kehrte der 1st Fighter Wing am 11. Mai 2007 zur Heimatbasis zurück. Der nächste Einsatz erfolgte am 22. November 2007 im Rahmen einer NORAD-Mission, wobei zwei russische Langstreckenbomber des Typs Tupolew Tu-95MS von zwei F-22A Raptor des 90th Fighter Squadron / 3rd Fighter Wing aus Elmendorf AFB abgefangen und begleitet wurden. Der Vorfall steht im Kontext zu ähnlichen Ereignissen, die sich nach diplomatischen Verstimmungen aufgrund des US-amerikanischen Raketenabwehrschirms im Jahr 2007 mehrfach wiederholten (unter anderem über der Nordsee, vor Norwegen, Island und Japan). Eigentlich waren zu diesem Zeitpunkt noch Jagdflugzeuge vom Typ F-15 für derartige Abfangmissionen vorgesehen. Diese waren aber aufgrund von Materialermüdungen mit einem Startverbot belegt, weshalb die F-22 die Aufgaben vorzeitig übernehmen musste.
Der erste Atlantiküberflug einer F-22A fand am 8. Juli 2008 statt. Sie gehörte zum „Raptor Demonstration Team“ und wurde von Major Paul Moga nach Großbritannien geflogen, wo die Maschine am 11. Juli 2008 während des Royal International Air Tattoos und drei Tage später auf der Farnborough International Airshow der Öffentlichkeit vorgestellt wurde.
Am 15. November 2009 flogen sechs Maschinen des 1st Fighter Wing von der Langley AFB zur Al Dhafra Air Base in den Vereinigten Arabischen Emiraten in Begleitung von 150 Personen des Bodenpersonals. Das war der erste Einsatz im Raum des Persischen Golfs, das Ziel war die Übung „Iron Falcon“. Am 12. März 2013, während der dritten Übung dieser Art, begegneten sich zwei amerikanische F-22A des 302nd Fighter Squadron / 477th Fighter Group aus der Elmendorf AFB und zwei iranische McDonnell Douglas F-4 Phantom II, die versucht hatten, sich der Drohne MQ-1B Predator anzunähern. Ein detaillierter Verlauf dieser Begegnung ist nicht veröffentlicht.
Ende März 2013 wurden mehrere F-22 außerplanmäßig im Rahmen des jährlich stattfindenden Manövers „Foal Eagle“ nach Südkorea entsandt. Bereits in den Tagen zuvor simulierte die US-Luftwaffe mehrere Angriffe mit B-52- und B-2-Bombern, mit denen die USA auf mehrere angebliche Provokationen der Regierung von Nordkorea reagierten. Die Spannungen auf der koreanischen Halbinsel hatten sich im Frühjahr 2013 verschärft, nachdem Nordkorea am 13. Februar einen dritten Atomwaffentest durchgeführt hatte.
In der Nacht vom 22. auf den 23. September 2014 absolvierte die F-22 ihren ersten Kampfeinsatz, als die U.S. Air Force Stellungen des IS in Syrien im Rahmen der Operation „Inherent Resolve“ angriff. Dabei warfen mehrere Raptors GPS-gesteuerte GBU-32 JDAMs ab. Die sechs Raptoren des 1st Fighter Wing von der Langley AFB nahmen am ersten Kampfeinsatz über Syrien teil, bei dem ausgewählte Ziele mit JDAM-Bomben belegt wurden. Allerdings gehören Luft-Boden-Angriffe nicht zum primären Aufgabenspektrum der F-22 über Syrien, sondern Begleitschutz und ISR-Einsätze, die vorläufig auf unbestimmte Zeit fortgesetzt werden sollen.
Den ersten öffentlich bestätigten Abschuss erzielte die F-22 am 5. Februar 2023, als sie am Horizont einen chinesischen Stratosphärenballon abschoss.

#### Manöverbeteiligungen
Die F-22 nahm an mehreren militärischen Manövern und Übungen teil. Im Juli 2006 nahmen zwölf F-22 Raptors des 94th Fighter Squadron an der Übung Northern Edge über Alaska teil. In der zweiwöchigen Übung setzten sich die F-22 in simulierten Kämpfen außerhalb der Sichtweite der Piloten (BVR-Luftkämpfe) gegen 40 feindliche Maschinen durch und erreichten dabei 108 Abschüsse bei keinen eigenen Verlusten. Um welchen Typ es sich bei den simulierten feindlichen Maschinen handelte, gab die US Air Force nicht an. Das zweite große Manöver, an dem die F-22 beteiligt war, war die „Red-Flag“-Übung vom 3. bis 16. Februar 2007. Die 14 F-22 Raptors waren Teil der Blue Forces und wurden primär im Dogfight gegen F-15 Eagles und F-16 Fighting Falcons eingesetzt, die wiederum Teil der Red-Forces-Aggressorstaffeln waren. Die Maschinen errangen dabei 241 Abschüsse bei einem eigenen Verlust, wobei acht bei Tag und sechs bei Nacht im Einsatz waren. Die F-22 wurde auch zur elektronischen Aufklärung der „Blue Forces“ verwendet, wobei von der US-Luftwaffe hierüber keine Ergebnisse veröffentlicht wurden.
Im November 2009 fand in Al Dhafra (VAE) eine weitere Luftkampfübung statt, diesmal gegen französische Rafales und Typhoons der RAF. Eine Handvoll Raptoren des 1st Fighter Wing wurde dazu um den halben Globus verlegt. Der simulierte Luftkampf erlangte Bekanntheit, weil die USAF nachher behauptete, die Raptoren seien unbesiegt geblieben. Das französische Verteidigungsministerium veröffentlichte im Jahre 2011 Aufnahmen des OSF, die bewiesen, dass in sechs 1-gegen-1-Luftkämpfen der F-22 gegen die Rafale letztere nur einmal „abgeschossen“ wurde, die restlichen fünf Kämpfe gingen unentschieden aus.
Während der Übung Distant Frontier im Sommer 2012 trainierten die F-22 Raptors der 477th Fighter Group erstmals mit bzw. gegen acht Eurofighter des Jagdgeschwader 74. Mit je vier Typhoons, die vor- und nachmittags starteten, wurden Zwei-gegen-zwei-, Vier-gegen-zwei-, Vier-gegen-vier-, Vier-plus-vier-gegen-X- und Eins-gegen-eins-Luftkämpfe gegen die F-22 Raptor geübt. Dabei flogen beide Maschinen „clean“, also nur mit der Bordkanone bewaffnet. Die Missionen wurden sowohl von defensiver als auch von offensiver und neutraler Position aus geflogen. Bei den simulierten Dogfights gegen die Typhoons erwies sich das Fehlen der JHMCS-Helme und der IRST-Fähigkeiten („Infrared Search & Track“) sowie die daraus folgenden mangelhaften „off-boresight“-Fähigkeiten (das Erfassen von Zielen abseits der Flugachse) als Nachteil, ein Umstand, der schon zuvor von den Piloten kritisiert worden war. Die JHMCS-Helme waren kurzfristig gestrichen worden (siehe Text), die IRST- und „off-boresight“-Fähigkeiten sollen erst mit zukünftigen Kampfwertsteigerungen im Zusammenhang mit der AIM-9X Sidewinder nachgerüstet werden (siehe Text). Bei der nachfolgenden „Red-Flag“-Übung waren Typhoons und F-22 Teil der Blue Force, welche auch aus japanischen F-15MJ und polnischen und amerikanischen F-16 bestand. Die Aggressor-Staffeln wurden durch F-16CM geführt, welche Su-27, Su-30G und J-10 simulierten. Bei der komplexen Übung, die offensive und defensive Missionen, Kampf gegen S-75, S-125 Newa, 2K12 Kub, 9K33 Osa, S-300P, 9K37 Buk, 9K330 Tor und die Rettung eines „abgeschossenen“ polnischen Piloten umfasste, erzielte die Blue Force ein Abschussverhältnis von 38:1.

#### Probleme mit der Sauerstoffversorgung
Am 3. Mai 2011 wurde die gesamte F-22-Flotte mit einem Startverbot belegt, nachdem Probleme mit dem Sauerstoffzuführungssystem für den Piloten gemeldet worden waren. Aus dem gleichen Grund wurde die maximale Flughöhe im Januar 2011 auf 25.000 Fuß (7.620 Meter) limitiert. Ende September 2011 wurde das Startverbot wieder aufgehoben, obwohl die Ursache der Fehlfunktion zu dieser Zeit noch nicht geklärt war. Die Piloten wurden speziell geschult, eine Sauerstoffunterversorgung frühzeitig zu erkennen. In der Folgezeit kam es immer wieder zu kurzzeitigen Teilstilllegungen der F-22-Flotte, nachdem mehrere Piloten über Symptome wie Schwindelgefühle und Fehlentscheidungen berichtet hatten, sowie zu Höhen- und Reichweitenbeschränkungen.
Im Juli 2012 wurde die Ursache für die Probleme mit dem Sauerstoffzuführungssystem erkannt: Unter gewissen Bedingungen (unter hohen g-Belastungen) wurde keine ausreichende Menge Sauerstoff durch ein bestimmtes Ventil zwischen Cockpit und Anti-g-Anzug zugeleitet. Bis zur Behebung des Defekts bleibt ein Teil der Flugbeschränkungen (maximale Flughöhe von 44.000 Fuß und nicht weiter als 30 Minuten vom nächsten Flugplatz entfernt) bestehen. Die Air Force hatte lange Zeit eine Kontamination durch einen Fremdstoff vermutet.

#### Instandsetzung
Die Überholungen und größere Instandsetzungen der F-22 Raptor werden derzeit an zwei Standorten durchgeführt: In Palmdale, Kalifornien beim Hersteller Lockheed selbst und im Ogden Air Logistics Complex der USAF auf der Hill Air Force Base in Ogden, Utah. Im Mai 2013 hat die US-Luftwaffe beschlossen, die größeren Wartungsarbeiten ab etwa 2015 nur noch in Utah durchzuführen.

### Kosten

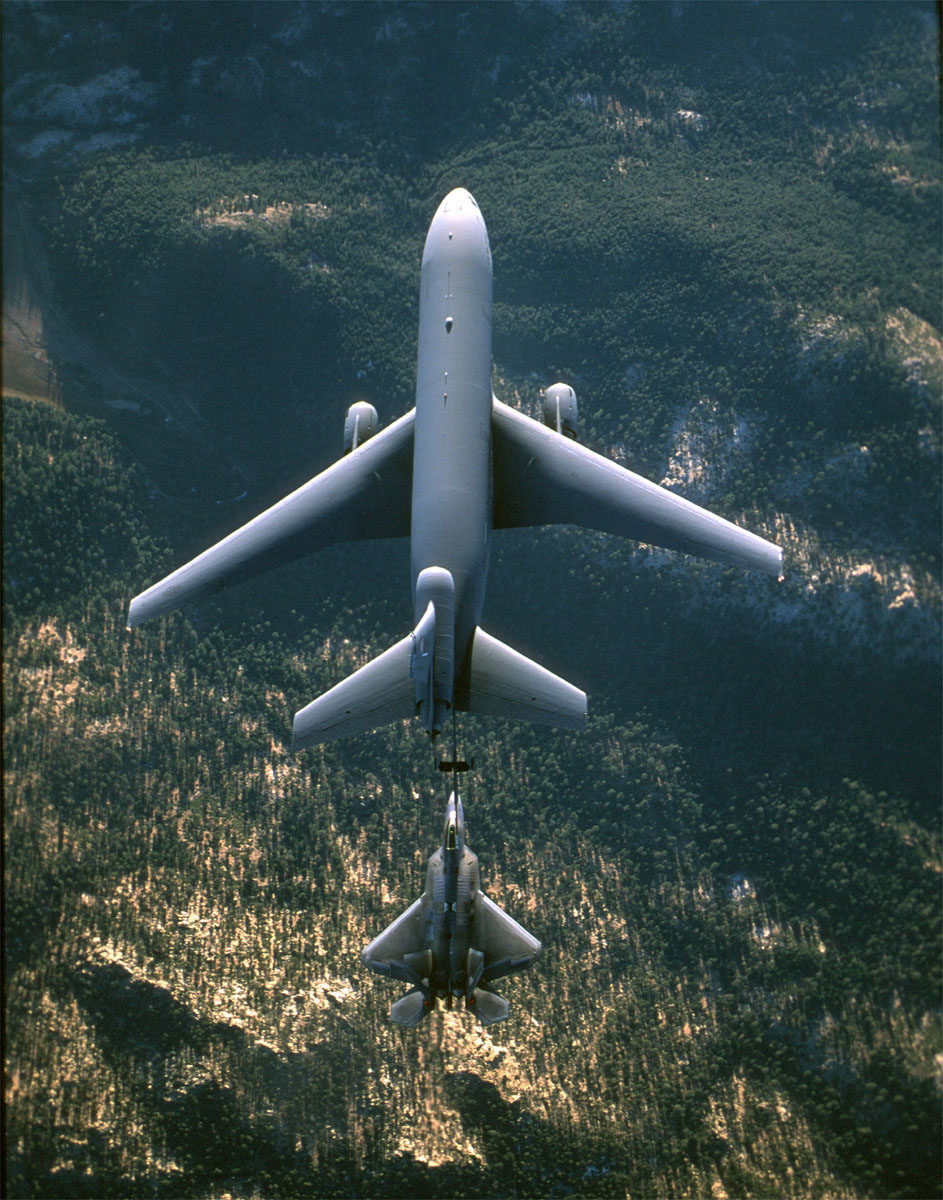
Eine F-22 wird von einer KC-10 Extender betankt

| Position                              | Einheit       | Vor FY 2007 | FY 2007   | FY 2008   | FY 2009   | FY 2010 | FY 2011 | Gesamt    |
| ------------------------------------- | ------------- | ----------- | --------- | --------- | --------- | ------- | ------- | --------- |
| Beschaffungen 1                       | Stk.          | 115         | 20        | 20        | 20        | 0       | 0       | 175       |
| Basiskosten                           | Mio. US$      | 19.267,050  | 2.719,503 | 3.131,378 | 3.054,197 | 42,306  | 42,006  | 28.256,44 |
| Vorschusszahlungen                    | Mio. US$      | 3.758,945   | 695,541   | 423,783   | 0         | 0       | 0       | 4.878,27  |
| Waffensystemkosten                    | Mio. US$      | 23.025,995  | 3.415,044 | 3.555,161 | 3.054,197 | 42,306  | 42,006  | 33.134,71 |
| 1. Tranche Ersatzteile                | Mio. US$      | 22,884      | 0         | 0         | 0         | 0       | 0       | 22,88     |
|                                       |               |             |           |           |           |         |         |           |
| Stückkosten („Flyaway“)               | Mio. US$/Stk. | 161,592     | 136,826   | 137,467   | 146,388   | 0       | 0       | 154,27    |
| Stückkosten (komplettes Waffensystem) | Mio. US$/Stk. | 200,226     | 170,752   | 177,758   | 152,710   | 0       | 0       | 189,34    |

#### Zusatzkosten

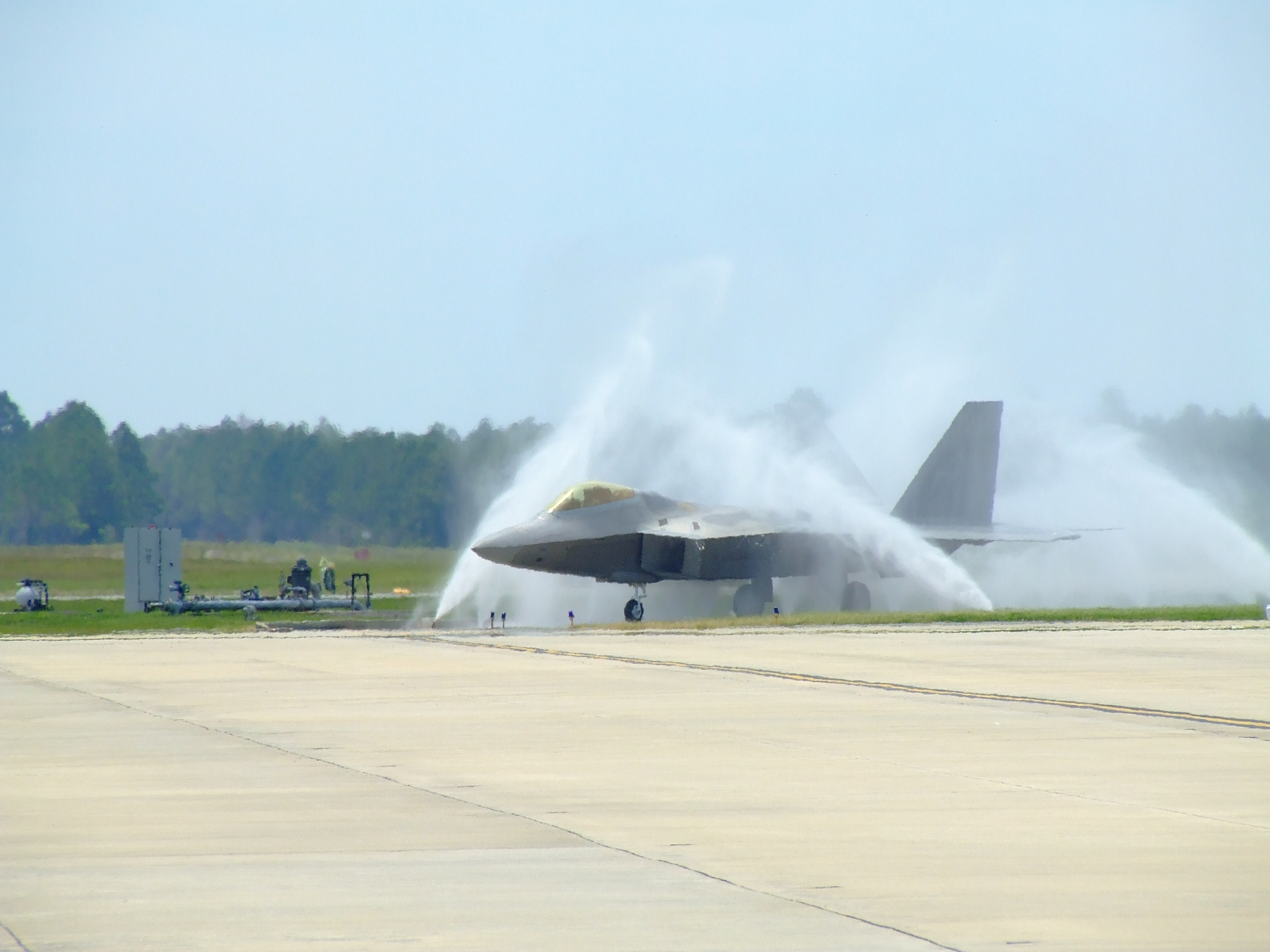
Eine F-22 Raptor erhält ein „Vogelbad“ nahe dem Ende der Startbahn auf der Tyndall AFB, um Korrosion durch die salzige Seeluft zu vermeiden

2006 wurde erstmals bekannt, dass die F-22 unter erhöhten Korrosionserscheinungen und strukturellen Schwächen leidet, die den Flugbetrieb allerdings nie direkt gefährdeten. Als Ursache gelten ein Fertigungsfehler im Werk bei Lockheed Martin sowie die Lieferung minderwertiger Teile des Boeing-Zulieferers Alcoa. Primär betroffen sind die ersten 80 Serienmaschinen, die nachträglich modifiziert werden mussten. Die Gesamtkosten der entsprechenden Maßnahmen belaufen sich, zusammen mit verschiedenen Softwarenachrüstungen, auf 8,3 Milliarden US-Dollar.
Im Mai 2012 veröffentlichte das Government Accountability Office (GAO) eine Studie über die Kosten des F-22-Modernisierungsprogramms, die sich von 5,4 Mrd. US-Dollar auf 11,7 Mrd. US-Dollar mehr als verdoppelten.
Aufgrund von Anpassungen im Budget der United States Air Force schlug diese 2023 vor, zukünftig ausschließlich auf Block 30/35-Maschinen zu setzen und die aktuell 33 vorhandenen Luftfahrzeuge des Block-20-Standards auszumustern. Begründet wird dies vonseiten des Militärs damit, dass die Block-20-Maschinen für Einsätze aufgrund ihrer beschränkten Möglichkeiten nur schlecht geeignet seien und diese Luftfahrzeuge bereits jetzt fast ausschließlich für die Ausbildung neuer Piloten verwendet würden (neue Piloten auf der F-22 erfliegen knapp 90 Prozent ihrer Flugstunden während der Ausbildung auf Block 20) und die Unterhaltskosten dafür schlicht zu hoch seien; das Government Accountability Office hingegen zweifelt aktuell diese Zahlen an, sodass noch keine Entscheidung getroffen wurde und vorerst alle 218 derzeit betriebenen Luftfahrzeuge weiterhin in der Flotte bleiben.

### Nachfolger
Die letzte gebaute F-22 lief am 13. Dezember 2011 mit der Tail-No. 4195 beim Hersteller Lockheed-Martin in Marietta, Georgia, vom Band. Am 2. Mai 2012 wurde sie zur Luftwaffenbasis nach Elmendorf in Alaska geflogen und dort der 525th Fighter Squadron übergeben.
Am 3. November 2010 veröffentlichte die USAF eine Ausschreibung für die Suche nach Technologien für ein Next Generation Tactical Aircraft (Next Gen TACAIR), für das die IOC um 2030 angestrebt wird. Gleichzeitig wird seit Anfang 2016 auch eine Neuaufnahme der Produktion diskutiert. Sowohl die Werkzeuge zur Herstellung der Maschine als auch Videos, die den Produktionsprozess zeigen, wurden eingelagert. Es stellte sich jedoch heraus, dass die Produktionsanlagen teilweise für den Bau der F-35 demontiert worden waren, und ein Wiederanlauf mit 50 Milliarden Dollar abgeschätzt wurde. Stattdessen wartet man die Ergebnisse des Next-Generation-Air-Dominance-Programms ab, das einen Jäger der 6. Generation hervorbringen soll. Dieses Programm umfasst 9 Milliarden Dollar im Zeitraum 2019–2025. Wenn der NGAD-Jäger ab 2030 gebaut wird, soll die F-22 ausgemustert werden.

### Namensentwicklung
Die YF-22-Prototypen erhielten von Lockheed zunächst den (inoffiziellen) Beinamen Lightning II (in Erinnerung an die Lockheed P-38 Lightning aus dem Zweiten Weltkrieg), was am Ende dann erst der offizielle Beiname für dessen Nachfolger die F-35 Lightning II wurde. Kurzfristig wurde die F-22 auch als Super Star bezeichnet, da viele Lockheed-Kampfflugzeuge den Beinamen Star trugen, bevor die Air Force schließlich den Namen Rapier wählte. Dieser Beiname wurde bis zur Serienreife des Flugzeugs beibehalten. Erst bei der Übernahme in den aktiven Dienst erhielt die F-22 ihren endgültigen Beinamen Raptor.

## Technik

### Konstruktion
Die Flugzeugzelle der F-22 ist darauf ausgelegt, Stealth-Eigenschaften mit hoher Wendigkeit zu verbinden. Diese beiden Kriterien schließen sich aufgrund vielfältiger Fortschritte in der Stealth-Technologie nicht mehr gegenseitig aus, wie es noch bei der F-117 Nighthawk der Fall war. Demonstriert wurde dieser Fortschritt schon anhand der B-2 Spirit, die trotz ihrer ebenfalls guten Stealth-Eigenschaften eine aerodynamisch sehr günstige Form hat. Die vertikale 2D-Schubvektorsteuerung der F-22 trägt im wesentlichen Maße zur hohen Wendigkeit der Maschine bei (Details siehe Triebwerke) und ermöglicht Anstellwinkel von über 70°. Die intern untergebrachten Waffenlasten sind aus aerodynamischer Sicht ebenfalls von Vorteil (Details siehe Bewaffnung).
Um eine leichte, aber trotzdem belastbare Flugzeugzelle zu erhalten, wurde diese primär aus Titan (40 %) gefertigt, das vor allem bei der Grundstruktur und im Triebwerksbereich zum Einsatz kommt. Die Oberfläche besteht primär aus Duroplast-Materialien (24 % der Gesamtmasse), während Aluminium vorwiegend im Cockpitbereich zum Einsatz kommt (15 % der Gesamtmasse). Die restlichen 25 % entfallen auf Stahl (6 %), der hauptsächlich beim Fahrwerk verwendet wird, sowie einige nicht näher beschriebene Materialien. Die Duroplast-Materialien können mit unterschiedlichen Fasern verstärkt sein, wie etwa: Kohlenstofffaser, Bor, Aramidfaser und Glasfaser.
Zur Erhöhung der Sicherheit ist ein mehrteiliges Feuerlöschsystem auf Halon-Basis vorhanden, das Feuer durch Infrarot- und Ultraviolett-Sensoren erkennen kann. Folgende Bereiche und Komponenten sind durch das System geschützt: beide Triebwerksbuchten, das APU, alle Waffen- und Fahrwerksschächte, das System zur Munitionszuführung für die Bordkanone, der Sauerstoffgenerator, die Wärmetauscher für den Treibstoff und das Lebenserhaltungssystem. Alle Treibstofftanks sind durch ein System geschützt, das entzündliche Gase mit Stickstoff unschädlich macht, was die Explosionsgefahr bei Treffern durch Projektile oder Splitter von Lenkwaffensprengköpfen nahezu eliminiert.

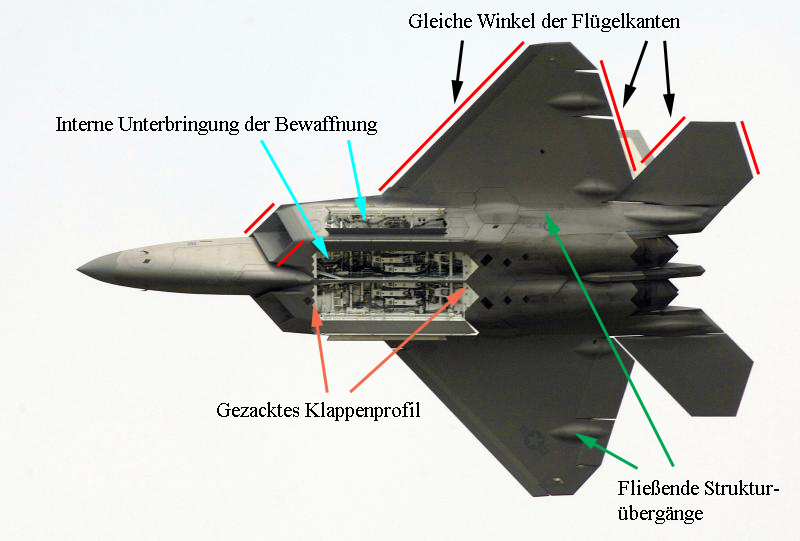
Ausgewählte Stealth-Konstruktionseigenschaften

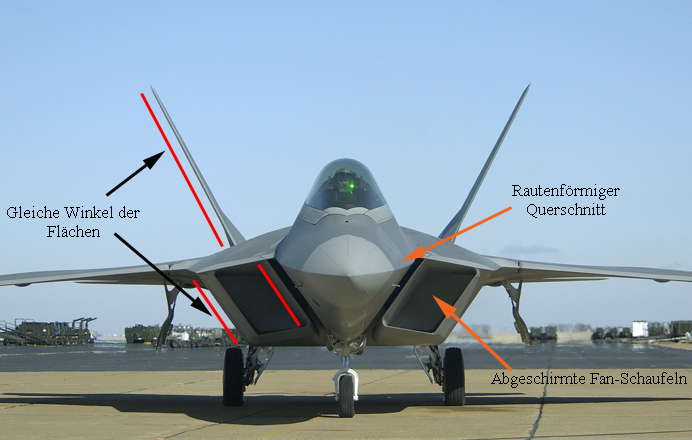
Weitere Stealth-Konstruktionseigenschaften

#### Tarnkappentechnik
Um den Radarquerschnitt (RCS) zu reduzieren, wurden vielfältige Maßnahmen ergriffen. So weist die Flugzeugoberfläche keinen einzigen Winkelreflektor auf, der auch bei geringer Größe einen extrem hohen Radarquerschnitt erzeugen würde. Die unvermeidbaren planen Flächen (z. B. das Seitenleitwerk) besitzen oft dieselben Winkel. Eine plane Fläche erzeugt bei exakt frontaler (= orthogonaler) Anstrahlung ebenfalls einen hohen RCS-Wert, der kaum vermeidbar ist. Daher war man bestrebt, so viele Flächen wie möglich mit denselben Winkeln zu versehen, damit der Radarquerschnitt nur in einem einzigen, äußerst kleinen Winkelbereich ansteigt. Gleiches gilt für die Flügelkanten, die ebenfalls diesem Prinzip folgen. Rohrförmige Flächen wurden ebenfalls vermieden, da sich diese ebenfalls ungünstig auf die Stealth-Eigenschaften auswirken. Gut zu erkennen ist dies an der Nase der Maschine, die im Gegensatz zu den meisten Flugzeugen nicht exakt rund ist. Anstatt dieser rohrförmigen Flächen wurden Krümmungen eingesetzt, die fortlaufend ihren Krümmungsgrad ändern und so die Radarreflexionen besser streuen. Die Oberfläche weist auch keine unnötigen Spalte auf, wie es bei den meisten konventionellen Flugzeugen aufgrund der einfacheren Fertigung der Fall ist, da diese bei Radarbestrahlung ebenfalls deutliche Radarechos erzeugen. Die unvermeidbaren Klappen für zum Beispiel das Fahrwerk oder die Waffenschächte wurden an den Kanten mit „Sägezahnmustern“ versehen, da diese die abgestrahlte Radarenergie besser zerstreuen. Bei konventionellen Maschinen produzieren die Fan-Schaufeln der Triebwerke oft eines der größten Radarechos. Daher liegen bei der F-22 die Triebwerke tief im Flugzeuginneren, wo sie vor Radarstrahlung vollständig geschützt sind. In den Lufteinlässen befinden sich zwar keine beweglichen Teile, die den RCS erhöhen könnten, jedoch kann der Luftdurchfluss während des Fluges nicht geregelt werden, was die Höchstgeschwindigkeit der Maschine trotz entsprechend leistungsstarker Triebwerke begrenzt. Die Cockpithaube benötigt keine Einfassung und senkt durch ihren Aufbau ebenfalls den Radarquerschnitt (Details siehe Cockpit). Die externe Bewaffnung eines Kampfflugzeuges erzeugt ebenfalls ein sehr großes Radarecho, weshalb diese bei der F-22 intern untergebracht sind. Außerdem sind alle nötigen Antennen bevorzugt in die Flügelkanten oder sehr flach in der Oberfläche integriert, um unnötige Reflexionen durch eine unebene Oberfläche mit herausragenden Elementen zu vermeiden. Der genaue RCS der Maschine wurde nicht offiziell bekanntgegeben, das Fachmagazin Aviation Week nimmt jedoch einen Wert von etwa 0,0002 m² an. Lockheed Martin vergleicht den Radarquerschnitt mit der Größe einer Biene.
Über die bei der Maschine verwendeten radarabsorbierenden Materialien (RAM) ist wenig bekannt. Diese wurden aber hauptsächlich dort aufgebracht, wo die verbleibenden Reflexionen am höchsten waren, so zum Beispiel an den Flügelkanten und den Lufteinläufen. Die Materialien müssen regelmäßig gewartet werden, da sie mehr auf hohe Absorptionsleistungen und große Bandbreiten als auf Beständigkeit ausgelegt sind. Außerdem müssen die Beschichtungen die hohen Temperaturbelastungen verkraften können, welche bei Überschallgeschwindigkeit verursacht werden. Hohe Temperaturen sind traditionell ein großes Problem für radarabsorbierende Materialien, weswegen frühe Stealth-Fluggeräte stets im Unterschallbereich operierten, zum Beispiel die B-2 oder die F-117.
Konstruktive Maßnahmen vermindern die Abgabe von Wärmestrahlung. Von außen sichtbar sind die rechteckigen Triebwerksauslässe. Diese Form führt zu einer schnelleren Durchmischung des Abgasstrahls mit der Umgebungsluft. Außerdem wurde ein spezieller Anstrich aufgebracht, der die abgestrahlten Emissionen in einen Frequenzbereich verlagert, welcher von gegenwärtig eingesetzten Sensoren kaum genutzt wird. Ein Tarnanstrich soll die Erkennung durch menschliche Beobachter erschweren.

### Bewaffnung

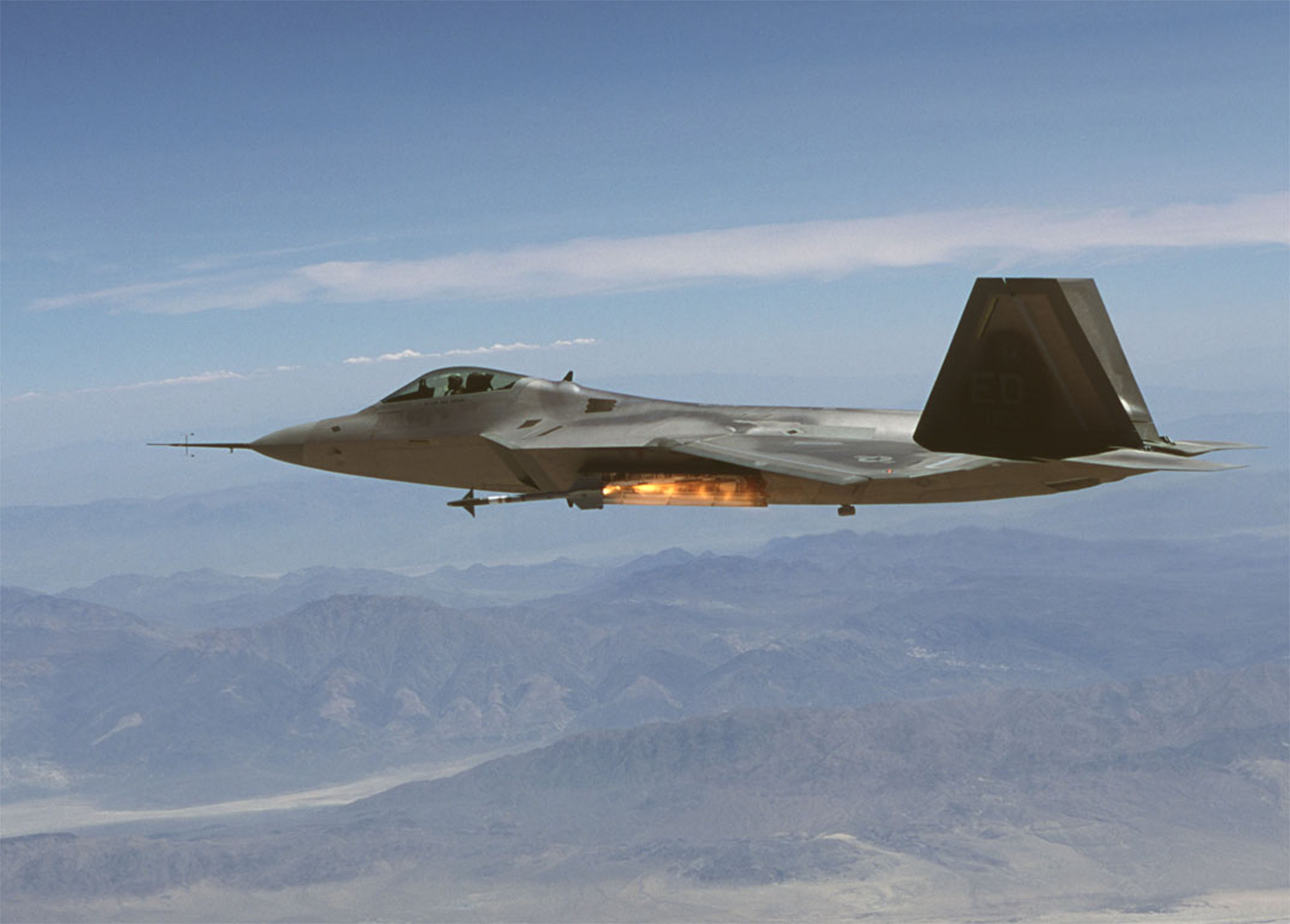
Eine F-22 feuert eine AIM-9M ab

Da die F-22, anders als die meisten neuen Flugzeugmodelle, nicht als Mehrzweckkampfflugzeug ausgelegt ist, verfügt sie nur über eine begrenzte Anzahl an kompatiblen Waffen. Die Luft-Luft-Bewaffnung setzt sich aus der AIM-9 Sidewinder und der AIM-120 AMRAAM zusammen, für die Bekämpfung von Bodenzielen stehen präzisionsgelenkte Bomben vom Typ GBU-32 JDAM und GBU-39 SDB zur Verfügung. Luft-Boden-Raketen, Streubomben oder Marschflugkörper können nicht mitgeführt werden, was die Möglichkeiten der F-22 als Jagdbomber erheblich einschränkt. Allerdings bieten die Flugeigenschaften der Maschine erhebliche Vorteile für den Waffeneinsatz, da ihre große Flughöhe (bis zu etwa 19.800 m), kombiniert mit ihrer durchgehend hohen Marschgeschwindigkeit (Mach 1,5), sowohl den abgefeuerten Lenkwaffen als auch den abgeworfenen Bomben zusätzliche kinetische Energie verleiht.
Die Waffen selbst werden vorwiegend in den vier internen Waffenschächten der F-22 untergebracht, um die Stealth-Eigenschaften der Maschine nicht zu verschlechtern. Allerdings bieten sich hierdurch noch weitere Vorteile gegenüber den gebräuchlichen externen Waffenstationen. So verschlechtert das Anbringen der Bewaffnung nicht die Aerodynamik der Maschine, sodass diese ihre Manövrierbarkeit, Geschwindigkeit und Reichweite beibehalten kann. Dies ist bei konventionellen Maschinen wie zum Beispiel bei der F-15 oder der Su-27 nicht der Fall, da externe Waffenlasten meist nicht auf die Aerodynamik der Trägerplattform angepasst sind (Ausnahme: Conformal Fuel Tanks), wodurch deren Flugleistung in den oben genannten Bereichen teils deutlich verschlechtert werden.

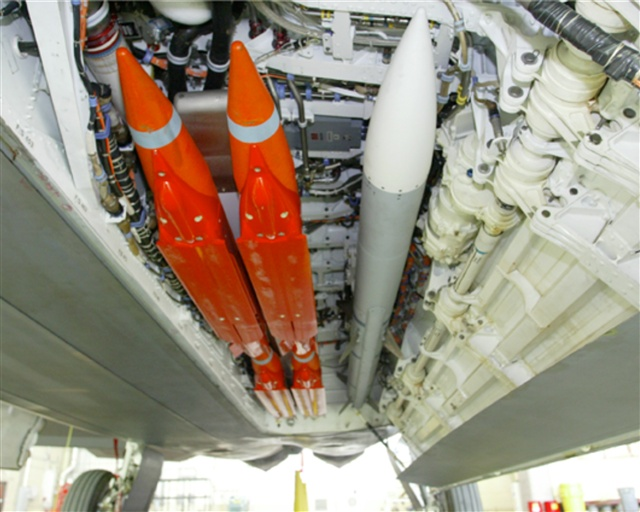
Vier GBU-39 und eine AIM-120 in einem der beiden zentralen Waffenschächte einer F-22

Aufgrund des geringen Platzangebotes kann allerdings nur eine begrenzte Anzahl an Waffen intern mitgeführt werden. So können die beiden seitlichen Waffenschächte nur jeweils eine AIM-9 aufnehmen. Die beiden mittleren Schächte sind flexibler und können je vier SDBs oder eine JDAM aufnehmen, wobei in beiden Fällen gleichzeitig eine AIM-120 AMRAAM montiert werden kann. Anstatt der Bomben können auch jeweils zwei weitere AMRAAMs montiert werden. Die Luft-Luft-Lenkwaffen werden durch starke hydraulische Starter mit hoher Kraft aus den Schächten gestoßen (bis zu 40g), wodurch die Öffnungszeit der Klappen auf wenige Sekunden verringert werden konnte. Dies ist insofern wichtig, da offene Waffenschächte den Radarquerschnitt der Maschine deutlich erhöhen. Das Startsystem ist darauf ausgelegt, auch unter schwierigen Bedingungen (zum Beispiel bei einer Rollrate von 60°/s) einen sicheren Start der AIM-9 zu gewährleisten. Zunächst kommen in der F-22 Lenkwaffen vom Typ AIM-120C und AIM-9M zum Einsatz. Mit der Umrüstung der F-22-Flotte auf den Block 35 sollen die jeweils neuesten Varianten (AIM-120D und AIM-9X) bis 2012 integriert werden. Die AIM-120D bietet eine deutlich höhere Reichweite und verbesserte Navigationssysteme, während die AIM-9X störfester und wendiger ist. Außerdem kann diese Lenkwaffe in der Block-II-Ausführung auch ohne vorherige Erfassung durch den Suchkopf gestartet werden, da ihr nach dem Verlassen des Waffenschachtes über einen Datenlink ein Ziel zugewiesen werden kann. Im Nahbereich schaltet der Radar-Suchkopf selbständig auf das Ziel auf. Diese Fähigkeit wird mit LOAL („Lock On After Launch“ dt.: aufschalten nach dem Start) abgekürzt. Außerdem ist es mit der AIM-9X auch möglich, im begrenzten Maße Boden- und Seeziele anzugreifen, sofern diese eine Infrarotsignatur aufweisen.
Zusätzlich sind vier weitere externe Waffenstationen vorhanden. An jeder können jeweils zwei Luft-Luft-Raketen oder ein 2.771-Liter-Abwurftank befestigt werden. Allerdings wird durch die Verwendung von externen Lasten der Radarquerschnitt der F-22 erhöht sowie die Aerodynamik verschlechtert. Alle externen und internen Waffenstationen sind mittels MIL-STD-1760-Datenleitungen (eine Weiterentwicklung des MIL-STD-1553-Bus) an die Avionik der F-22 angebunden.
Als Bordwaffe dient eine 20-mm-Gatlingkanone vom Typ M61A2, die über 480 Schuss Munition verfügt. Die Mündung der Waffe ist während des Marschfluges durch eine kleine Klappe verschlossen, um den Radarquerschnitt der Maschine nicht zu vergrößern.

### Triebwerke

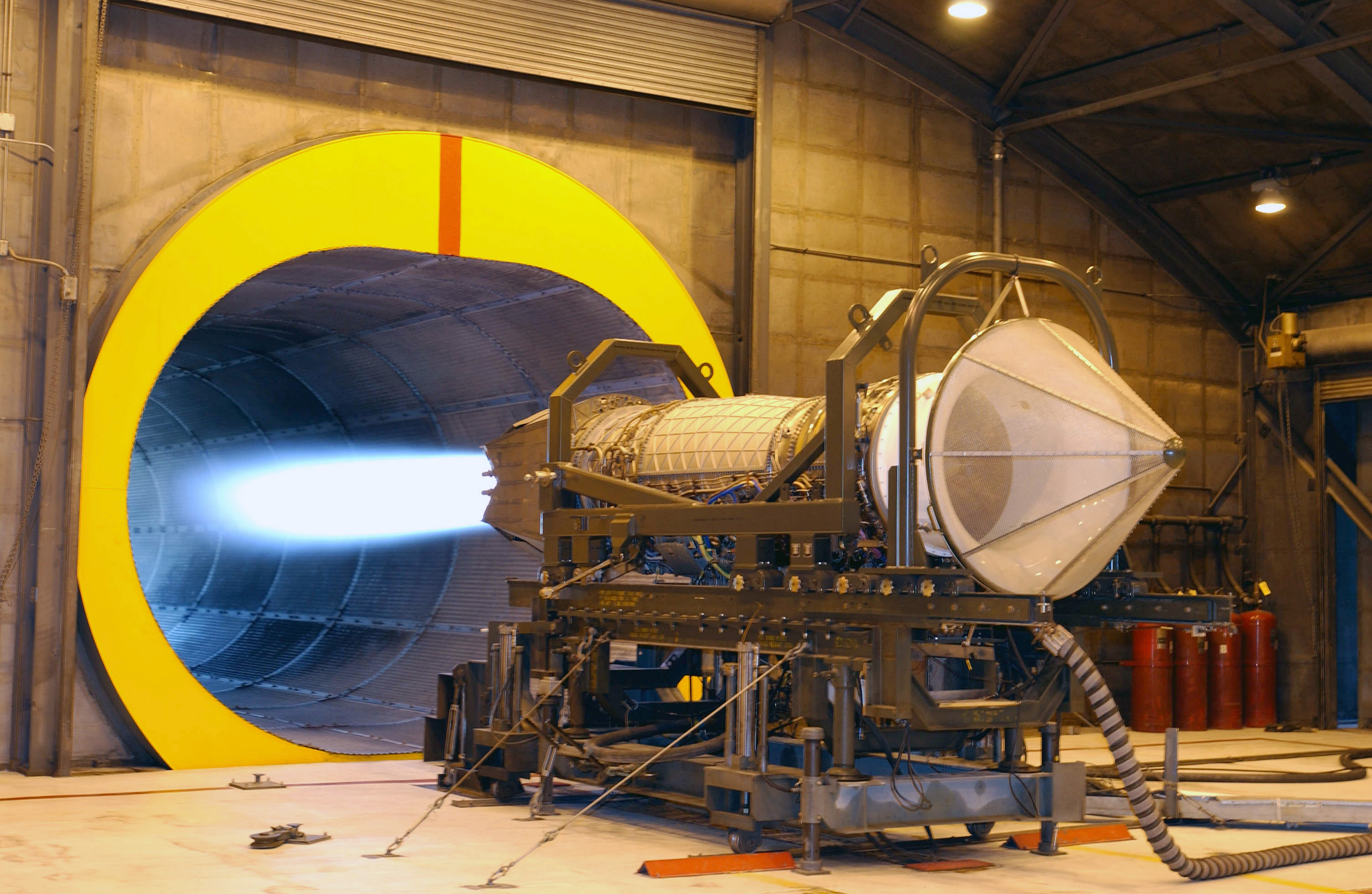
Ein F119-100 während eines Tests mit Nachbrenner

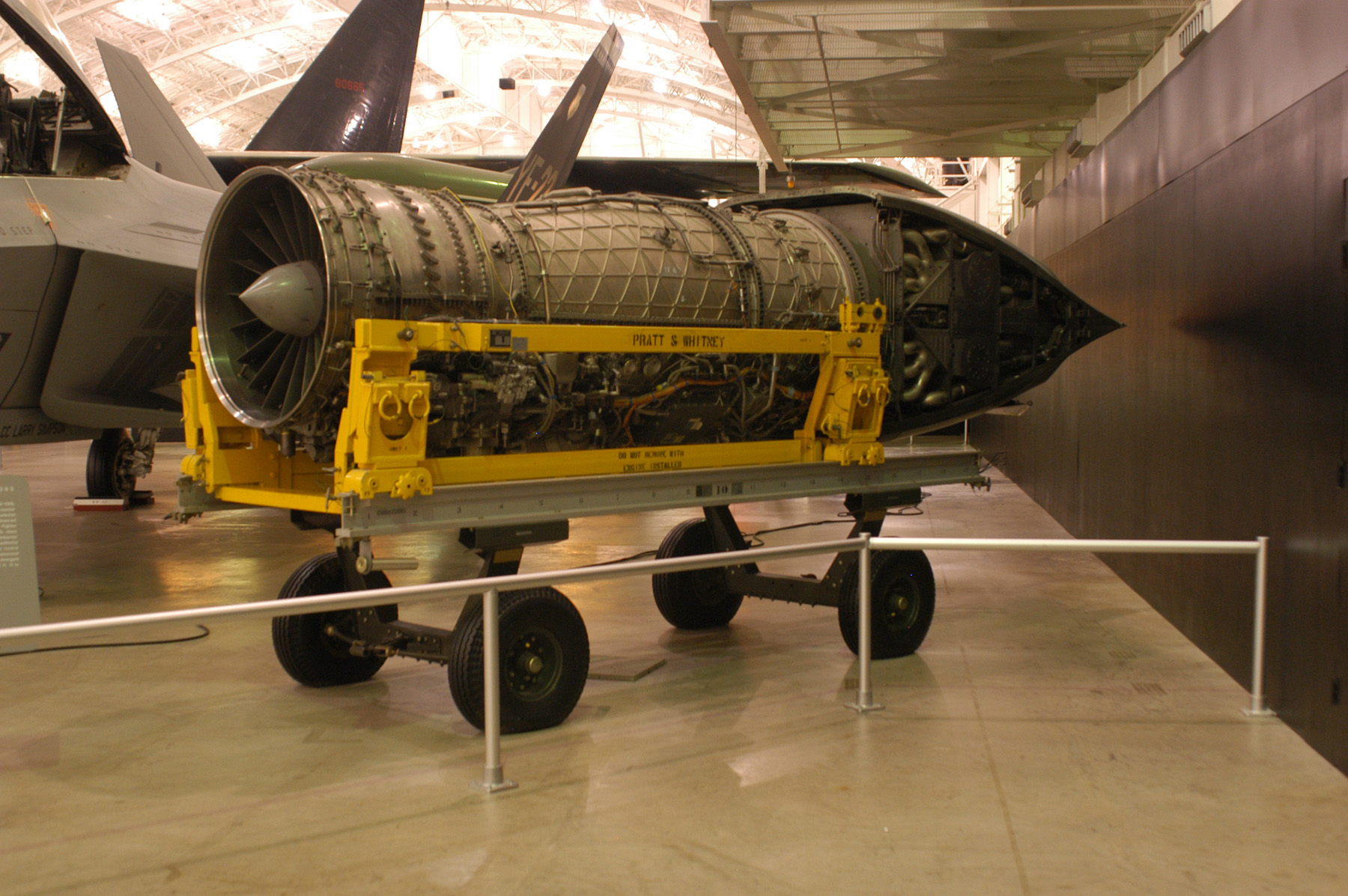
Ein YF119 (Prototyp) im „National Museum of the U.S. Air Force“

Die F-22 wird von zwei Pratt & Whitney-Turbofantriebwerken des Typs F119-100 angetrieben, die unter Einsatz des Nachbrenners jeweils einen Schub von 156 kN entwickeln. Durch die integrierte Schubvektorsteuerung konnte zum einen die Wendigkeit der Maschine wesentlich erhöht werden, zum anderen verringert deren spezielle Konstruktion die Infrarot- und Radarsignatur gegenüber konventionellen Triebwerken. So kühlen sich die Abgasfahne, besonders in der Kernzone, sowie die Düse durch ihre rechteckige Form wesentlich schneller ab als bei konventionellen, runden Düsen. Außerdem sind diese mit diversen Materialien beschichtet, welche die Abstrahlung von IR-Energie verringern und in wenig beobachtete Frequenzbereiche verschieben. Die Schubvektordüsen können um bis zu 20° ausgelenkt werden, wobei ein kompletter Durchgang (von +20° auf −20°) eine Sekunde dauert. Das Triebwerk bietet genug Schub, um auch ohne Einsatz des Nachbrenners Überschallgeschwindigkeit (bis Mach 1,72) zu erreichen. Diese Fähigkeit wird „Supercruise“ genannt und erhöht bei Überschallflug die Reichweite gegenüber konventionellen Triebwerken erheblich.
Das Triebwerk selbst beginnt mit einem dreistufigen Fan, gefolgt von einem sechsstufigen Verdichterteil, der gegenläufig zum Fan rotiert. Für die Brennkammer wurden einige neue Techniken eingesetzt, die zu einem nahezu rauchfreien Abgasstrahl führen. Die einstufige Hochdruckturbine rotiert gegenläufig zur ebenfalls einstufigen Niedrigdruckturbine und ist über eine separate Antriebswelle mit dem Hochdruckverdichter verbunden. Jedes Triebwerk treibt auch einen Generator an, der bis zu 65 kW elektrische Leistung bereitstellen kann. Somit steht der F-22, kombiniert mit einer unabhängigen APU mit 27 kW Leistung, eine elektrische Leistung von bis zu 157 kW zur Verfügung. Das Schub-Gewicht-Verhältnis des Triebwerks beträgt 7,8:1.
Um die geforderte hohe Schubkraft zu erreichen, waren bei der Konstruktion zahlreiche Innovationen nötig. So wurde mit „Titanium Alloy C“ eine neuartige Titanlegierung entwickelt, die gegenüber früheren Legierungen erheblich hitzebeständiger ist, weswegen sie in fast jedem Teil des Triebwerks umfassend eingesetzt wird. Neuartig ist auch die Einführung von hohlen, shroudless (shroud = Berstschutzring im Bereich des Fans) Fan-Schaufeln, die ebenfalls aus einer Titanlegierung gefertigt werden, wodurch das Gewicht weiter reduziert werden konnte. Das gesamte Triebwerk und die Schubvektorsteuerung wird von einem doppelt redundanten FADEC-System kontrolliert und gesteuert.
Bei der Konstruktion wurde auch gesteigerter Wert auf vereinfachte Wartung und erhöhte Zuverlässigkeit gelegt. So besteht das Triebwerk, verglichen mit der Pratt & Whitney-F100-Serie für die F-15 und F-16, trotz erheblich höherer Leistung aus 40 % weniger Teilen und benötigt nur halb so viele Werkzeuge zur Wartung. Der Erstflug mit einem Prototyp fand 1997 statt und am 18. Oktober 2007 wurde die Marke von 50.000 operationellen Betriebsstunden erreicht, ohne dass in der Zwischenzeit gravierende Probleme aufgetreten wären.
Nach erfolgreichen Bodentests wurden bis Ende 2008 auch die Flugtests mit synthetischem Treibstoff abgeschlossen, wobei keine Leistungseinschränkungen oder andere negative Einflüsse auf die F119-Triebwerke feststellbar waren. Die Air Force plant, als Standard bis 2011 für ihre gesamte Flotte eine Beimischung von bis zu 50 % des synthetischen Treibstoffs zum bisherigen JP-8 hinzuzufügen.

### Cockpit

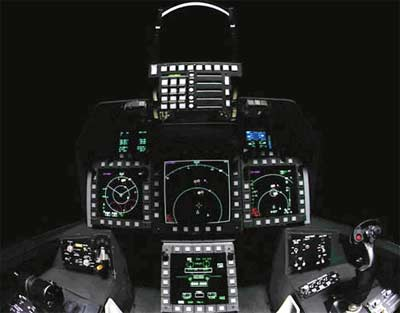
Ein Modell des F-22-Cockpits

Das Cockpit der F-22 wird von vier großen Multifunktionsdisplays dominiert. Auf ihnen werden alle relevanten Daten angezeigt, analoge Anzeigen sind im Cockpit praktisch nicht mehr vorhanden. Der zentrale Bildschirm misst 20,3 cm im Quadrat, die drei anderen 15,9 cm im Quadrat. Im oberen Teil der Armaturen sind zwei weitere LCD-Bildschirme angebracht (jeweils 7,6 cm × 10,2 cm), auf denen unter anderem die klassischen Fluginstrumente zu sehen sind. Diese Bildschirme sind mit der Notfallstromversorgung verbunden. Weiterhin zeigen diese Bildschirme die Ausgaben des „Integrated Caution, Advisory and Warning System“ (ICAW) an, das dem Piloten präzise Fehlermeldungen und Warnungen anzeigt. Über den Armaturen befindet sich das 11,4 cm hohe Head-up-Display mit einem Blickfeld von 25° bis 30°. Auf der linken Seite des Cockpits ist der Schubhebel zu finden, auf der rechten Seite der Sidestick, wobei beide dem HOTAS-Design entsprechen.

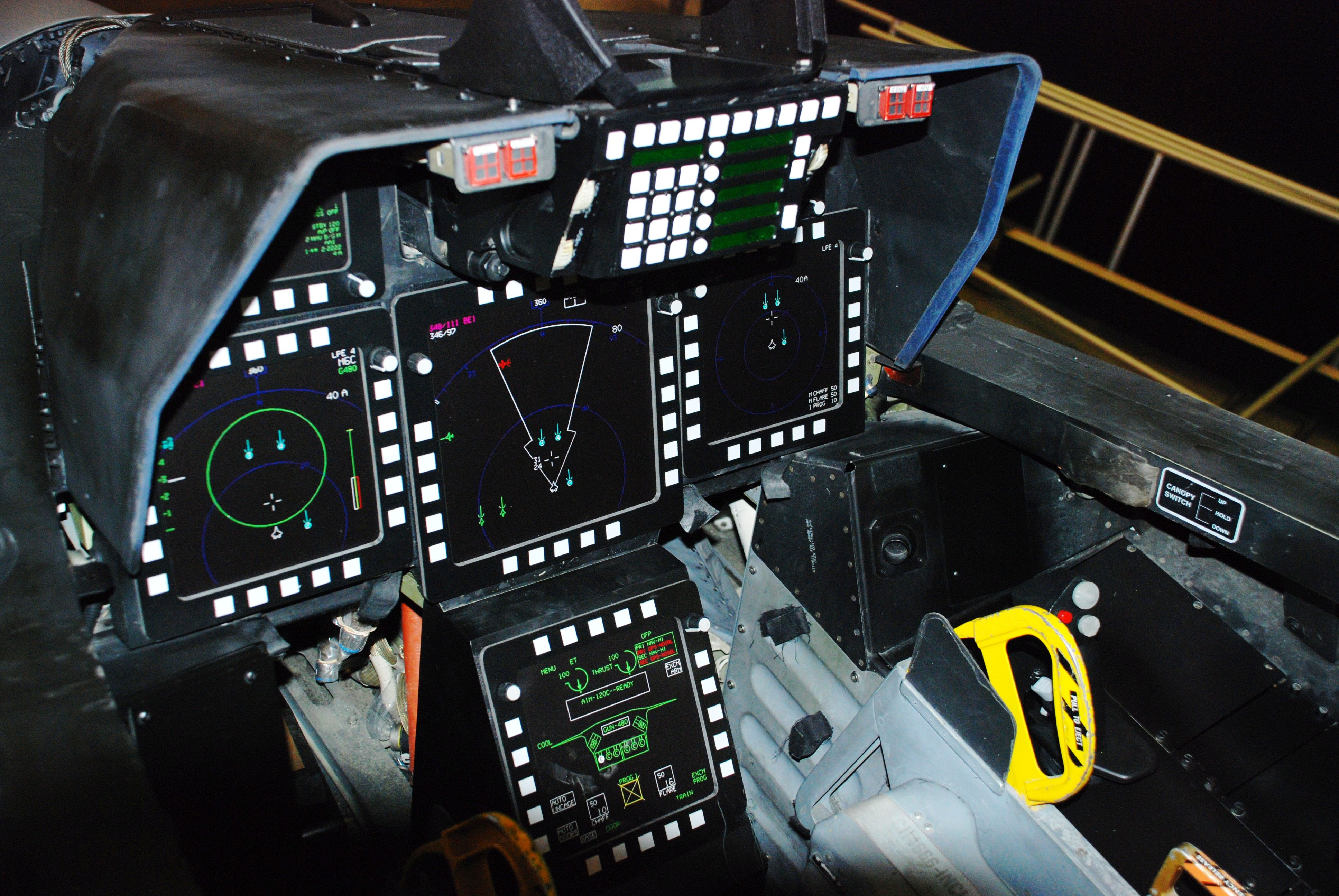
Das Cockpit einer F-22 (Vorserien- oder Testversion)

Das Cockpit selbst ist verhältnismäßig geräumig und ist für 99 % aller Air-Force-Piloten geeignet. Zur Beleuchtung dienen Elektrolumineszenzpaneele, die eine gleichmäßige indirekte Beleuchtung des Cockpits ermöglichen. Das Beleuchtungsschema passt sich automatisch der Umgebung an, um dem Piloten einen höheren Komfort zu bieten und die Effizienz von Nachtsichtgeräten zu erhöhen. Des Weiteren sind die Beleuchtungspaneele sehr zuverlässig und erwärmen sich im Betrieb nur minimal.
Der Pilotenhelm vom Typ HGU-86/P bietet ebenfalls ein gesteigertes Maß an Komfort. Er ist etwa 30 % leichter als gegenwärtig verwendete Modelle und besitzt sowohl eine passive als auch aktive Nebengeräuschunterdrückung. Außerdem soll er den Piloten bei einem Notausstieg mit dem Schleudersitz besser vor Verletzungen schützen. Die Integration des JHMCS-Helms war zwar ursprünglich geplant und in das Konzept integriert, jedoch wurde die Beschaffung und die abschließende Software-Integration aus Kostengründen gestrichen.
Die Cockpithaube ist aus einem einzigen Stück gefertigt und wiegt etwa 163 kg. Sie ist 1,9 cm dick, besteht aus Polycarbonat und schützt den Piloten vor Blitzen und Vogelschlag bei Geschwindigkeiten von bis zu 830 km/h. Die Haube bietet eine exzellente Rundumsicht und benötigt keine zusätzliche Einfassung wie bei konventionellen Kampfflugzeugen. Darüber hinaus ist sie mit einer speziellen Beschichtung versehen, die das Eindringen von Radarstrahlen verhindert und somit zum äußerst geringen Radarquerschnitt der F-22 beiträgt.

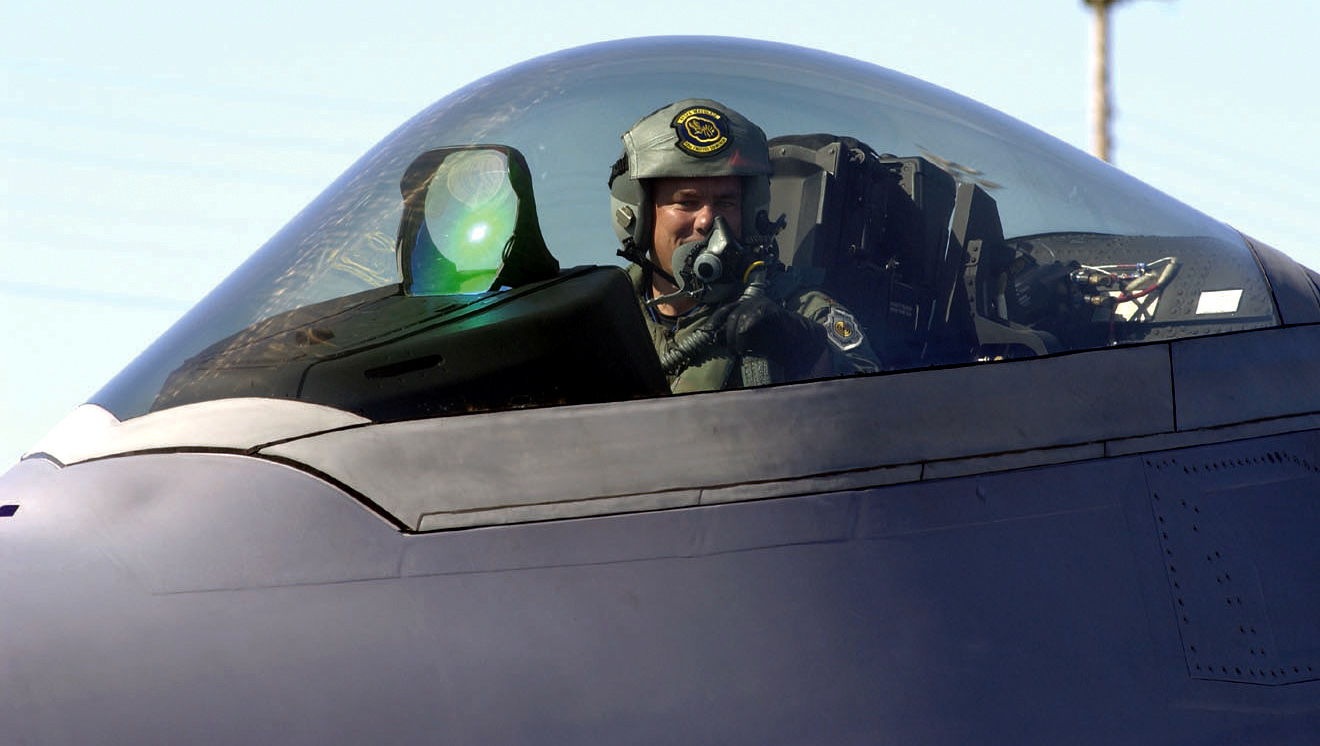
Nahaufnahme der Kanzel

Das Lebenserhaltungssystem setzt sich aus folgenden Komponenten zusammen:
- ein System zur Regelung des Druckanzuges und des Luftdrucks,
- ein Sauerstoffgenerator für die Sauerstoffmaske,
- ein System zum Schutz vor biologischen und chemischen Kampfstoffen,
- sowie eine Klimaanlage, die eigentlich für den RAH-66 Comanche vorgesehen war.

Ein spezieller Anzug soll außerdem im Falle einer Notwasserung die Gefahr von Unterkühlung durch kaltes Wasser reduzieren. Der Schleudersitz basiert auf dem gebräuchlichen ACES-II-Modell von McDonnell Douglas, wobei jedoch einige Verbesserungen vorgenommen wurden, wie zum Beispiel eine größere Sauerstoffflasche, die auf Grund der großen Flughöhe der F-22 bei einem Ausstieg nötig ist.

### Avionik
Die Avionik der F-22 unterscheidet sich deutlich von der anderer Kampfflugzeuge. Bei diesen setzt sich die Avionik zumeist aus mehreren spezialisierten Untersystemen zusammen, zum Beispiel eines, das nur für die Waffensteuerung zuständig ist, während ein anderes ausschließlich die Daten der SIGINT-Geräte auswertet. Die gewonnenen Daten werden anschließend auf analogen Anzeigen oder Multifunktionsdisplays dargestellt, die der Pilot nun einzeln ablesen muss, um sich anschließend ein Bild der gegenwärtigen taktischen Lage zu machen. Bei der F-22 wird hingegen der Ansatz der Informationsfusion verfolgt. Hierbei werden alle gewonnenen Sensordaten in ein einziges zentrales Datenverarbeitungssystem eingespeist. Dieses System setzt anschließend alle verfügbaren Daten in einen Zusammenhang und erzeugt dann für den Piloten ein taktisches Gesamtbild der Situation. Auf diesem Bild werden nur Daten angezeigt, die für das Handeln des Piloten von unmittelbarer Bedeutung sind, zum Beispiel die Reichweite feindlicher Flugabwehrraketen oder die Kursdaten feindlicher Maschinen. Anders als bei konventionellen Ansätzen muss der Pilot die einzelnen Systeme also nicht mehr selbst bedienen, um deren ordnungsgemäße Funktion sicherzustellen, wobei er natürlich auch weiterhin manuell in alle Prozesse eingreifen kann, wenn er es für nötig hält. Schließlich kann der Pilot die Anzeigen auch gemäß seinen momentanen Bedürfnissen konfigurieren, um unwesentliche Informationen zwecks besserer Übersichtlichkeit auszublenden.
Ziel dieses hochgradig integrierten Systems ist hauptsächlich ein verbessertes Situationsbewusstsein (engl. „situational awareness“) des Piloten, damit dieser schneller und fundierter wichtige Entscheidungen treffen kann, als es bei einem konventionellen System der Fall wäre. Des Weiteren kann mit diesem Konzept auch die Effizienz von anderen Maschinen gesteigert werden, die im Verbund mit der F-22 fliegen. So können diese über einen Datenlink (Details siehe unten) von den hoch entwickelten Sensoren der Maschine profitieren, wie zum Beispiel dem AN/APG-77-Radar oder dem AN/ALR-94-SIGINT-Komplex. Daher wird die F-22 auch als „Mini-AWACS“ bezeichnet.
Bei der F-22 kommt erstmals der neue MIL-STD-1394-Datenbus zur Vernetzung der Bordsysteme zum Einsatz. Er basiert auf der kommerziellen FireWire-Architektur und ermöglicht Datenraten von bis zu 400 MBit/s, was gegenüber dem Vorgänger MIL-STD-1553 (1 MBit/s) eine massive Verbesserung darstellt. Auch reduziert das neue Bussystem das Gewicht der Verkabelung deutlich. Wegen der hohen Abwärme der auf engem Raum untergebrachten Elektronik werden alle wesentlichen Avionikteile auf Polyolefine-Basis flüssig gekühlt. Es handelt sich um einen geschlossenen Kreislauf mit zwei Pumpen, der die Komponenten bei einer Temperatur von etwa 20 °C hält. Die entstandene Wärme wird in den Treibstoff abgegeben. Der erhitzte Treibstoff wird wiederum durch mehrere Wärmetauscher abgekühlt. Die benötigte Kühlluft wird aus den beiden Spalten zwischen dem Lufteinlauf und der vorderen Flugzeugzelle abgezweigt.

#### Common Integrated Processor

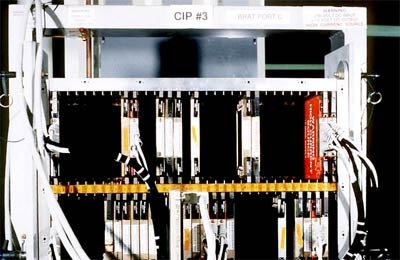
Eine CIP-Einheit während der Testphase, bestückt mit einigen Recheneinheiten

Der „Common Integrated Processor“ (CIP) ist der zentrale Teil der Avionik, da er für die oben beschriebene Informationsfusion zuständig ist. Bei einer CIP-Einheit handelt es sich um einen Komplex aus bis zu 66 einzelnen Recheneinheiten, die über jeweils einen PowerPC- oder i960-Prozessor und über einen eigenen Arbeitsspeicher verfügen. Die Recheneinheiten werden flüssig gekühlt und sind so ausgelegt, dass sie jede beliebige Aufgabe innerhalb des Datenverarbeitungssystems übernehmen können.
Eine F-22 verfügt über genug Platz-, Kühlungs- und Energiekapazitäten, um bis zu drei CIP-Einheiten aufzunehmen. Gegenwärtig sind zwei CIP-Einheiten verbaut, wobei diese mit 47 bzw. 44 Recheneinheiten bestückt sind, sodass die verfügbare Rechenleistung in Zukunft ohne großen Aufwand noch um ein Vielfaches gesteigert werden kann. Ein CIP kann in der gegenwärtigen Ausführung allgemein über 10 Milliarden Instruktionen pro Sekunde verarbeiten und verfügt über 300 MB RAM. Da das System hauptsächlich auf digitale Signalverarbeitung ausgerichtet ist (siehe unten), fällt die reine Datenverarbeitungsleistung verhältnismäßig gering aus.

#### Bordradar AN/APG-77

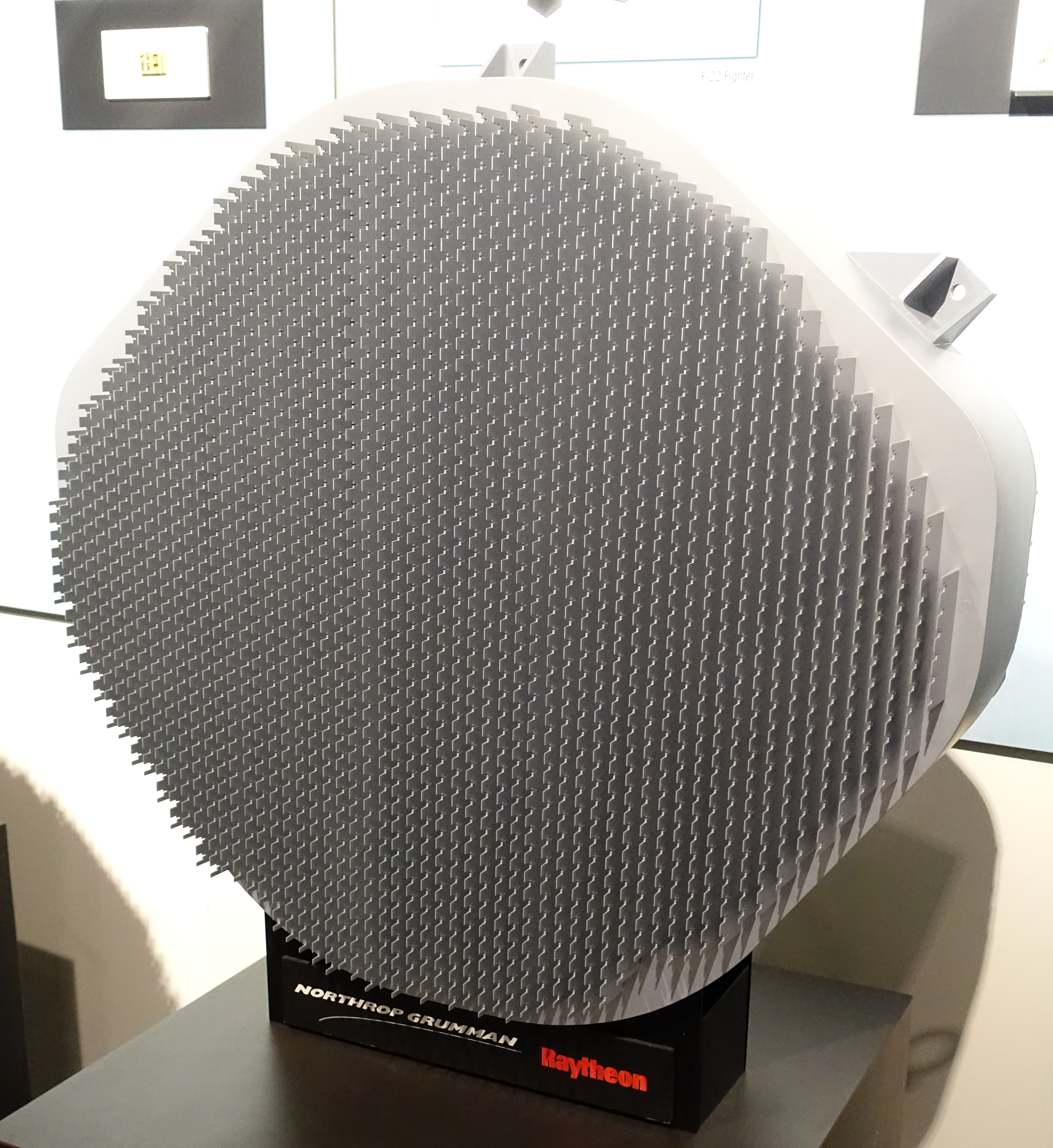
Das AN/APG-77

Das Northrop Grumman APG-77 ist das Bordradar der F-22. Es ist eines der weltweit ersten einsatzfähigen AESA-Multifunktionsradare und seit dem Jahr 2000 im Einsatz. Das System hat einen LPI-Betriebsmodus („Low Probability of Intercept“, dt. „geringe Entdeckungswahrscheinlichkeit“), der integriert wurde, um die Entdeckung der ausgesandten Radarenergie durch eine feindliche Radarwarnanlage zu verhindern oder zu verzögern. Dies soll zum Beispiel durch schnelle Frequenzwechsel (über tausendmal pro Sekunde) erreicht werden. Das Radar besteht aus etwa 2000 Transmittern, die im Frequenzbereich von 8 bis 12 GHz (X-Band) arbeiten und eine Abstrahlleistung von etwa 10 Watt aufweisen. Die Reichweite gegenüber einem Ziel mit einer Radarrückstrahlfläche von einem Quadratmeter liegt zwischen 195 und 240 km. Das Radar kann auch passiv als ELINT-Sensor arbeiten, wobei ein 2 GHz breites Frequenzband ausgewertet werden kann. Luftziele können mithilfe eines bildgebenden Verfahrens (ähnlich dem SAR-Modus für Bodenziele) anhand eines Datenbankvergleiches auf eine Distanz von über 160 km identifiziert werden. Das Radar kann seine Emissionen stark bündeln, um im X-Band arbeitende Radarsensoren und Kommunikationssysteme durch Überlastung zu zerstören oder kampfuntauglich zu machen. Somit gehört das APG-77 auch zur Klasse der Energiewaffen. Die Zuverlässigkeit wird als sehr hoch eingeschätzt, so soll es statistisch gesehen nur alle 400 Stunden zu einem gravierenden Systemausfall kommen.
Das APG-77 wird stetig weiterentwickelt: Die APG-77(V)1-Variante, mit neuen Transmittern und in einem optimierten Verfahren gefertigt, absolvierte im März 2007 Flugtests. Neben einigen Detailverbesserungen wird das Radar einen SAR/MTI-Betriebsmodus erhalten. Darüber hinaus soll das System als Plattform für weitere elektronische Gegenmaßnahmen dienen. Die (V)1-Version wird ab dem fünften Produktionslos (Auslieferung bis Ende März 2007) in allen F-22 verbaut.

#### AN/ALR-94
Bei dem ALR-94 handelt es sich um einen Sensorkomplex zur passiven Ortung und Verfolgung von Radaremittern, der von BAE Systems hergestellt wird. Es besteht aus über 30 separaten Antennenmodulen, die den gesamten Luftraum auf einem breiten Frequenzband in Echtzeit überwachen können. Die Bandbreite für eine verzugslose Messung liegt bei über 500 MHz. Die Empfänger basieren auf neuesten FPGA-Bauteilen sowie Analog-Digital-Wandlern und können je nach Konfiguration als „wideband channelizer“, „compressive receiver“ oder Superheterodynempfänger arbeiten. Das System gilt gegenwärtig als das leistungsfähigste seiner Art und kann Emitter in Entfernungen von über 460 km mit hoher Präzision orten, verfolgen und identifizieren. Darüber hinaus kann es die gewonnenen Zieldaten (Azimut und Elevation) an das AN/APG-77 übergeben, sodass dieses mittels eines extrem kurzen und fokussierten Impulses die Geschwindigkeit und die genaue Entfernung des Ziels feststellen kann, ohne dabei den Suchmodus verwenden zu müssen. Somit wird die Wahrscheinlichkeit für eine Entdeckung durch ein feindliches Radarwarngerät gegenüber dem normalen LPI-Suchmodus nochmals reduziert. Sollte das Ziel der Maschine näher kommen, so kann das ALR-94 mit abnehmender Entfernung auch selbständig immer genauere Geschwindigkeits- und Entfernungsdaten liefern, um anschließend eine AIM-120 AMRAAM mit hinreichend genauen Zieldaten zu versorgen. Auch nach deren Start kann das System der Lenkwaffe weiterhin aktualisierte Daten zur Verfügung stellen, indem es mittels des APG-77-Radars über einen Datenlink mit ihr kommuniziert. Somit kann die F-22 Lenkwaffen auch ohne aktiven Radareinsatz gegen feindliche Ziele einsetzen.
Das ALR-94 wurde während der Entwicklung durch ein spezielles Testsystem, den Dynamic Radio Frequency Simulator (ADRS), intensiv getestet. Es handelte sich damals dabei um einen Supercomputer, der bis zu 500 Milliarden Instruktionen pro Sekunde verarbeiten kann, über 40 Gigabyte RAM verfügt und bis zu 2000 Radarsysteme gleichzeitig simulieren kann. Mit diesem System wurde das ALR-94 fortlaufend optimiert, wobei es unter Umständen auch im F-35-Programm Verwendung findet. Der gesamte Komplex wiegt 165 kg und besteht aus 156 einzelnen Antennenelementen auf MMIC-Basis.

#### AN/AAR-56
Das AAR-56 ist ein Raketenwarngerät von Lockheed Martin, das bisher nur in der F-22 installiert wurde. Im Gegensatz zum ALR-94 erkennt das System anfliegende Raketen nicht anhand von Radarstrahlung, sondern auf Basis der Infrarotstrahlung, die von Lenkflugkörpern abgestrahlt wird. Diese Emissionen stammen zum einen von der Zelle selbst, die sich bei Überschallgeschwindigkeit erheblich erhitzt, zum anderen von dem Antrieb der Rakete, der noch erheblich größere Mengen Infrarotenergie emittiert. Durch dieses System ist somit auch eine Warnung vor Lenkwaffen möglich, die voll passiv arbeiten, wie zum Beispiel die AIM-9 Sidewinder oder die Wympel R-73, und sich daher normalerweise nicht durch Radioemissionen „verraten“. Insgesamt sind sechs IR-Sensoren vorhanden, wobei diese durch speziell beschichtete Fenster gegen Radarstrahlung abgeschirmt sind, damit sie den Radarquerschnitt der Maschine nicht erhöhen. Es befinden sich zwei Sensoren jeweils hinter und unter dem Cockpit, die restlichen zwei sind seitlich angebracht. Durch diese Anordnung wird sichergestellt, dass der gesamte Luftraum ununterbrochen überwacht werden kann. Das AAR-56 ist modular aufgebaut, um spätere leistungsgesteigerte Varianten besser integrieren zu können und um die Wartungsfreundlichkeit zu erhöhen. Lockheed Martin entwickelt aktuell multispektrale hochauflösende Sensoren und neue Algorithmen, die das System mit IRST-(„Infrared Search & Track“)-Fähigkeiten zum Verfolgen von Luftzielen befähigen würden.

#### AN/ALE-52

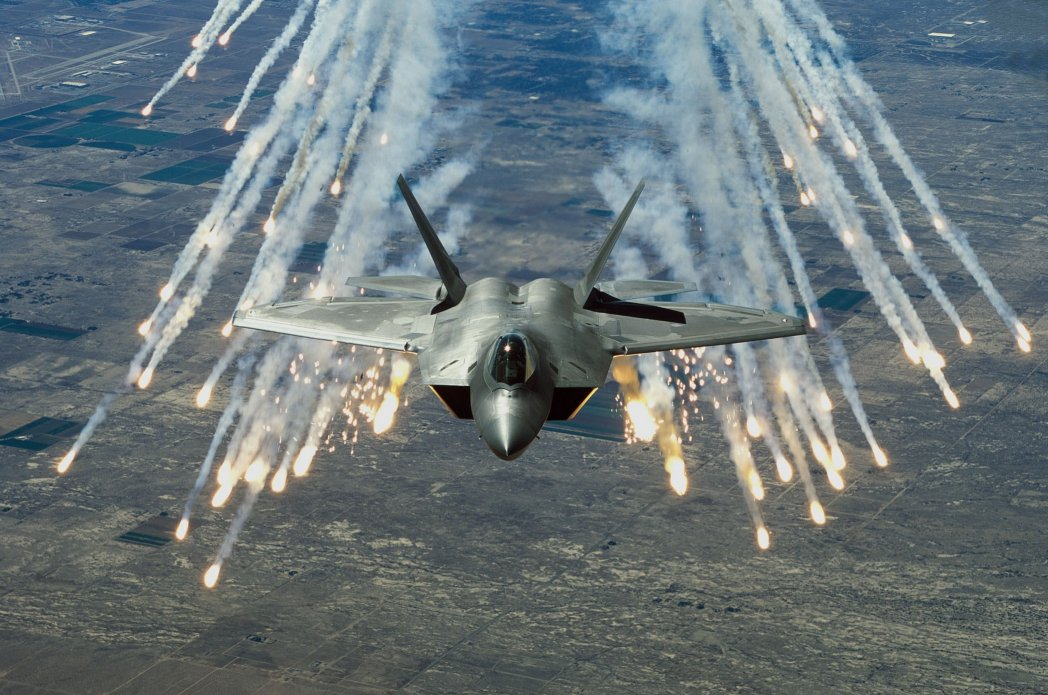
Eine F-22 wirft Flares (Täuschkörper) ab

Das AN/ALE-52 ist ein System aus zwei Täuschkörperwerfern, das von BAE Systems für die F-22 konstruiert wurde. Aufgrund des flexiblen Aufbaus der Ausstoßeinheit können verschieden bemessene Täuschkörper verwendet werden. Zum Schutz vor infrarotgelenkten Raketen können sowohl Standard-Flares vom Typ MJU-7 und MJU-10 zum Einsatz kommen, als auch die speziell für die F-22 entworfenen MJU-39/-40-Täuschkörper. Zur Täuschung von radargelenkten Raketen kann Chaff vom Typ RR-170 und RR-180 ausgestoßen werden. Der Täuschkörperabwurf kann sowohl manuell vom Piloten als auch automatisch durch das ALR-94 oder AAR-56 ausgelöst werden.

#### CNI
Die gesamte Kommunikation und Navigation wird über das sog. „Communications, Navigation, Identification“-System (CNI) abgewickelt. Es wiegt 118 kg, benötigt 2,8 kW elektrische Leistung und arbeitet im Frequenzbereich von 0,1 bis 5 GHz. Für die Ermittlung der eigenen Position kommt ein INS-Gerät und ein GPS-Empfänger zum Einsatz. Zur Kommunikation stehen der F-22 neben den üblichen VHF/UHF-Funkgeräten auch neue digitale Systeme zur Verfügung. Dazu gehört der sogenannte „Intra-Flight Data Link“ (IFDL). Dieser Datenlink ist nur bei der F-22 zu finden und auf die speziellen Erfordernisse der Maschine abgestimmt. So verfügt er wie das AN/APG-77 über LPI-Eigenschaften sowie über eine gerichtete und stabilisierte Signalkeule mit geringen Nebenkeulen, um die Entdeckung durch feindliche SIGINT-Systeme zu verhindern. Dieser Link ermöglicht mehreren F-22, untereinander verschiedenste Daten auszutauschen, wie zum Beispiel Waffenstatus, erfasste Ziele oder auch konventionelle Funksprüche. Zu anderen Plattformen ist der Link jedoch nicht kompatibel.
Die Maschine hat ein Joint Tactical Information Distribution System (JTIDS), das jedoch nur Daten empfangen, nicht aber senden kann.
In Zukunft wird ein Joint Tactical Radio System integriert werden, das die Datenkommunikation über den Link 16 in Zukunft ablösen soll. Das System ist zu beinahe jedem heutigen oder geplanten Kommunikationsstandard der US-Streitkräfte kompatibel. Für die F-22 ist der als TTNT („Tactical Targeting Network Technology“) bezeichnete Standard am interessantesten, denn er ermöglicht eine Kommunikation über Distanzen von 160 bis 480 km bei einer Datenübertragungsrate von bis zu 10 Mbit. Somit können auch große Datenmengen, wie sie zum Beispiel durch SAR-Bilder erzeugt werden, schnell transferiert werden, was mit dem vorhandenen Link-16-System aufgrund dessen begrenzter Bandbreite um ein Vielfaches länger dauern würde.

## Versionen und Seriennummern

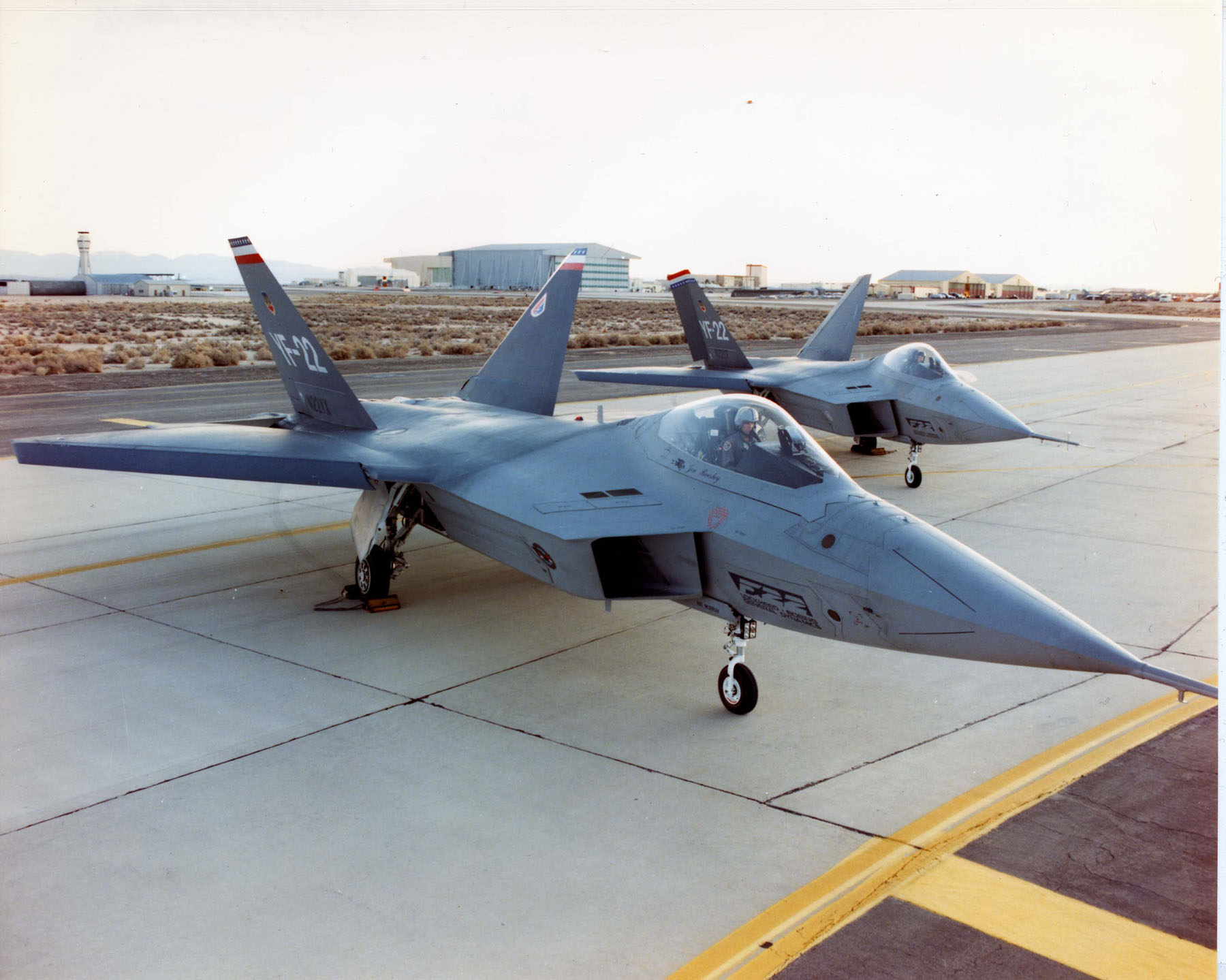
YF-22-Prototypen

### YF-22
Technologiedemonstrator im Rahmen des ATF-Programms (siehe Prototypen), sowie Grundlage für die spätere Serienvariante F-22A.

### F-22A

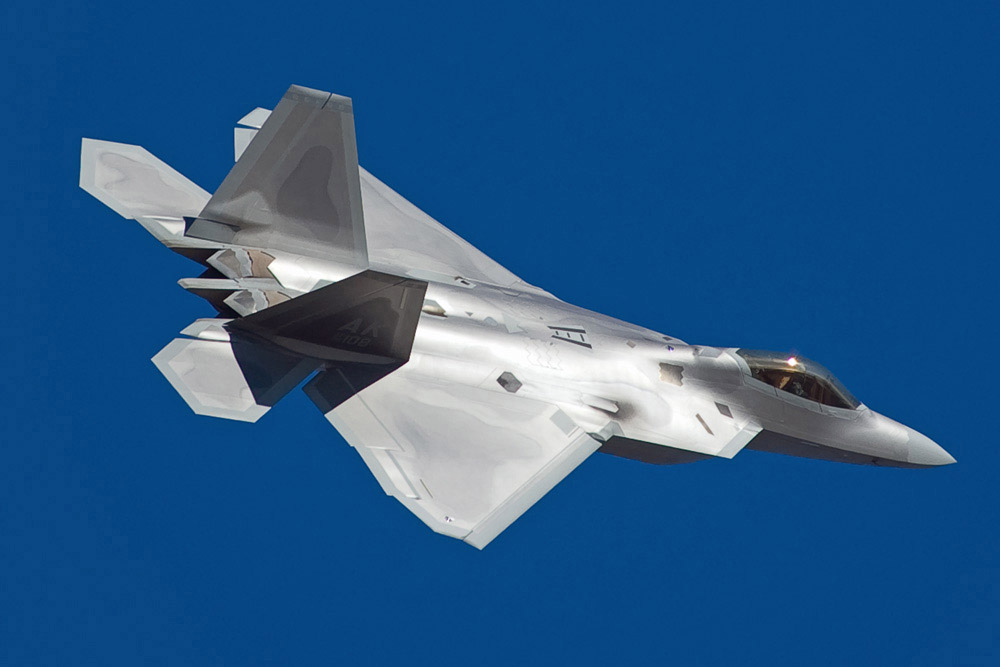
F-22 (S/N 06-4108) der „Block-30“-Serie

Die Basisvariante der Raptor, wobei es die bisher einzige in Serie produzierte Version ist. Die F-22A wurde in mehreren Block-Varianten hergestellt:
- Block 1 & 2:

Vorserienvarianten
- Block 10:

Initialversion
- Block 20:

Grundkonfiguration für die „Global-Strike-Task-Force“-(GSTF)-Flotte. Enthält mit der F-35 gemeinsam genutzte Radarkomponenten, einen dezidierten Hochgeschwindigkeitsradarprozessor, COTS-basierte CIP-Prozessoren, die Einsatzfähigkeit für die GBU-39/40-Small Diameter Bomb, hochauflösende SAR-Radarmodi, erhöhte EloSM-Kapazitäten für das Radar, Zweiwegkommunikation mittels MIDS, eine verbesserte Software für die Stationsbesatzung und verbesserte elektronische Gegenmaßnahmen. Die Variante ist seit 2007 im Einsatz.
- Block 30:

Eine Ausdehnung des seitlichen Radarerfassungsbereichs durch zwei seitlich installierte Radarantennen, was dem Flugzeug umfangreiche ISR-Kapazitäten und die Befähigung zu SEAD-Operationen verleiht sowie die Luftkampffähigkeit verbessert. Die „Block-30“-Version wird seit Ende 2006 ausgeliefert und ist seit 2008 im Einsatz.
- Block 35:

Software-Aktualisierung der Block-30-Variante von der Version 3.0 auf 3.2. Die Softwareversion 3.2 ermöglicht die vollständige Integration der Lenkwaffen AIM-9X und AIM-120D und verbessert die Einsatzmöglichkeiten der Small Diameter Bombs. Die erste „Block-35“-Maschine (S/N 08-4154) wurde am 6. August 2009 ausgeliefert.
- Block 40:

Endgültige „Global-Strike“-Konfiguration auf Basis des Software-Block 3.3. Dabei handelt es sich um die Vollintegration der ISR-Funktionen sowie Reichweitensteigerungen. Ein im Helm integriertes HUD im Rahmen des JHMCS-Programms wurde gestrichen. Stattdessen wird der Einbau des für die F-35 entwickelte „Helmet Mounted Display System“ geprüft. Nach den Abstürzen vom 25. März 2009 und 16. November 2010 steht der Einbau des Auto-GCAS-Systems ebenfalls zur Debatte (siehe Zwischenfälle).
Nach den beiden YF-22-Prototypen wurden insgesamt 195 F-22A-Maschinen produziert (8 Vorserien- bzw. Versuchsmodelle, sowie 187 Serienmaschinen), wobei sich anhand der Seriennummern jedes Flugzeug einem Fiskal- bzw. Beschaffungsjahr zuordnen lässt. Folgende Tabelle gibt einen Überblick über die Stückzahl der einzelnen Versionen:
| Kenngröße                | YF-22               | Block 1 & 2         | Block 10            | Block 20            | Block 30            | Block 35            | Block 40            |
| ------------------------ | ------------------- | ------------------- | ------------------- | ------------------- | ------------------- | ------------------- | ------------------- |
| Erste Auslieferung       | 29. Sept. 1990      | 8. Aug. 1997        | 31. Okt. 2000       | 11. Mai 2005        | 22. Nov. 2006       | 6. Aug. 2009        | 15. März 2012       |
| Stückzahl                | 2                   | 3                   | 37                  | 43                  | 68                  | 40                  | 4                   |
| Davon im aktiven Dienst  | 0                   | 0                   | 34                  | 43                  | 68                  | 40                  | 4                   |
| Davon zur Flugausbildung | 0                   | 0                   | 1                   | 0                   | 0                   | 0                   | 0                   |
| Davon abgeschrieben      | 0                   | 0                   | 2                   | 0                   | 0                   | 0                   | 0                   |
| Seriennummern            | 87-0700 und 87-0701 | 91-4001 bis 91-4003 | 91-4004 bis 02-4040 | 03-4041 bis 04-4083 | 05-4084 bis 07-4151 | 08-4152 bis 09-4191 | 10-4192 bis 10-4195 |

1. ↑  Die Block-1- und Block-2-Prototypen wurden auch als EMD bezeichnet.
2. ↑  Die ersten fünf Block-10-Maschinen (S/N 91-4004 bis 91-4008) wurden als PRTV bezeichnet und waren die Vorserien- und Versuchsmodelle der F-22 bezeichnet. Die sechste Block-10-Maschine (S/N 91-4009) trug zunächst die Bezeichnung PRTV II, wobei es sich um die F-22 im Serienstandard handelte.

### F-22B
Hierbei handelt es sich um eine geplante Doppelsitzervariante der F-22A, die hauptsächlich zu Trainingszwecken eingesetzt werden sollte. Um den steigenden Entwicklungskosten entgegenzuwirken, fiel 1996 die Entscheidung für den Verzicht auf die F-22B. Die F-22B-Bestellungen wurden in F-22A umgewandelt.

### F-22N
Bei der F-22N (oder NATF-22) handelt es sich um eine nicht realisierte Marinevariante der F-22A. Es wurden zwei Konzepte vorgeschlagen: Der einfachere Vorschlag war nur geringfügig abgeändert von der F-22A. Fahrwerk und Fanghaken wären für den Einsatz auf Flugzeugträgern verstärkt und das Bugfahrwerk mit zwei Rädern und Katapultvorrichtung versehen worden. Die generelle Auslegung der F-22N hätte der der F-22A entsprochen. Der umfangreicher überarbeitete Vorschlag war eine F-22N mit schwenkbaren Tragflächen. Sie wurde im Rahmen des „Navalized Advanced Tactical Fighter“-Programm entwickelt und der US-Navy als Ersatz für die F-14 Tomcat angeboten. Diese lehnte die F-22N aber 1993 ab, da die Maschine nicht zum Einsatz der Langstreckenwaffe AIM-54 Phoenix in der Lage war. Auch bestanden nach dem Scheitern der A-12 Avenger II bereits Schwierigkeiten, die F/A-18E/F Super Hornet durch den US-Kongress zu bringen. Zwar gab es Überlegungen, die F-22N statt der Super Hornet anzuschaffen, allerdings hatten diese als Mehrzweckkampfflugzeug ein deutlich breiteres Einsatzspektrum.

### X-44
Das X-44 „MANTA“ (Multi-Axis No-Tail Aircraft/Mehrachsen-Leitwerkloses Flugzeug) sollte die Möglichkeit testen, ein in allen Achsen voll manövrierbares Flugzeug zu bauen, das ohne Höhen- und Seitenleitwerk auskommt. Richtungsänderungen sollten nur durch reine 3D-Schubvektorsteuerung durchgeführt werden. Das Flugzeug sollte aus der F-22 durch Verlängern der Tragflächen und Entfernen des Leitwerks entwickelt werden. Das Projekt, das von der NASA und der U.S. Air Force geleitet wurde, kam jedoch nie über die Entwurfsphase hinaus und wurde im Jahr 2000 eingestellt.

### FB-22
Im Jahr 2002 begann Lockheed Martin mit einer Studie über eine Umwandlung der F-22 zu einem Jagdbomber mit mittlerer bis hoher Reichweite. Dieses Konzept wurde FB-22 genannt und sollte als Zwischenlösung bis 2030 dienen, da dann ein neuentwickelter Bomber der nächsten Generation zur Verfügung stehen soll. Allerdings besteht bisher wenig Interesse an einem solchen Derivat, da mit Blick auf die Stückkosten der F-22 hohe Beschaffungskosten befürchtet werden und ein neues Design für aufwendiger als allgemein angenommen gehalten wird; alleine für die Entwicklung der Flugzeugzelle werden Kosten von bis zu 1 Milliarde US-Dollar veranschlagt. Deshalb wird angenommen, dass die Entwicklung der FB-22 inzwischen eingestellt wurde.
Die auffälligsten Merkmale des Entwurfs sind die großen Deltatragflächen, das fehlende Seitenleitwerk und der verlängerte Flugzeugrumpf. Hierdurch sollen die Stealtheigenschaften verbessert werden, mehr Raum für interne Waffen zur Verfügung stehen und die Reichweite deutlich erhöht werden. Diese Maßnahmen verringern zwar die Wendigkeit, dieser wird aber aufgrund des Einsatzprofils nur wenig Bedeutung beigemessen. Weiterhin ist ein zusätzlicher Waffensystemoffizier eingeplant, um den Piloten in der Angriffsphase zu entlasten. Das maximale Startgewicht soll bei etwa 42 Tonnen liegen, die Reichweite bei über 2.580 km. Anstatt des F119-100-Triebwerks sind zwei P&W F135 geplant, die für die F-35 entwickelt wurden und jeweils einen Schub von bis zu 178 kN entwickeln.
Die FB-22 soll als Jagdbomber erheblich mehr Luft-Boden-Waffen tragen können als die F-22, wobei allerdings keine CAS-Bewaffnung vorgesehen ist. Als primäre Bewaffnung sollen bis zu 30 GBU-39 SDB zum Einsatz kommen. Die F-22 kann lediglich acht dieser Bomben intern mitführen. Insgesamt wird eine Waffenlast von bis zu 15.000 kg angestrebt, wobei 4.500 kg extern angebracht werden können.

## Technische Daten
| Kenngröße                | Daten der F-22A Raptor                                                                                        | Daten der YF-22 Lightning II                                                                               |
| ------------------------ | --- | --- |
| Typ                      | Luftüberlegenheitsjäger                                                                                       | Prototyp                                                                                                   |
| Länge                    | 18,87 m | 19,55 m |
| Flügelspannweite         | 13,56 m | 13,10 m |

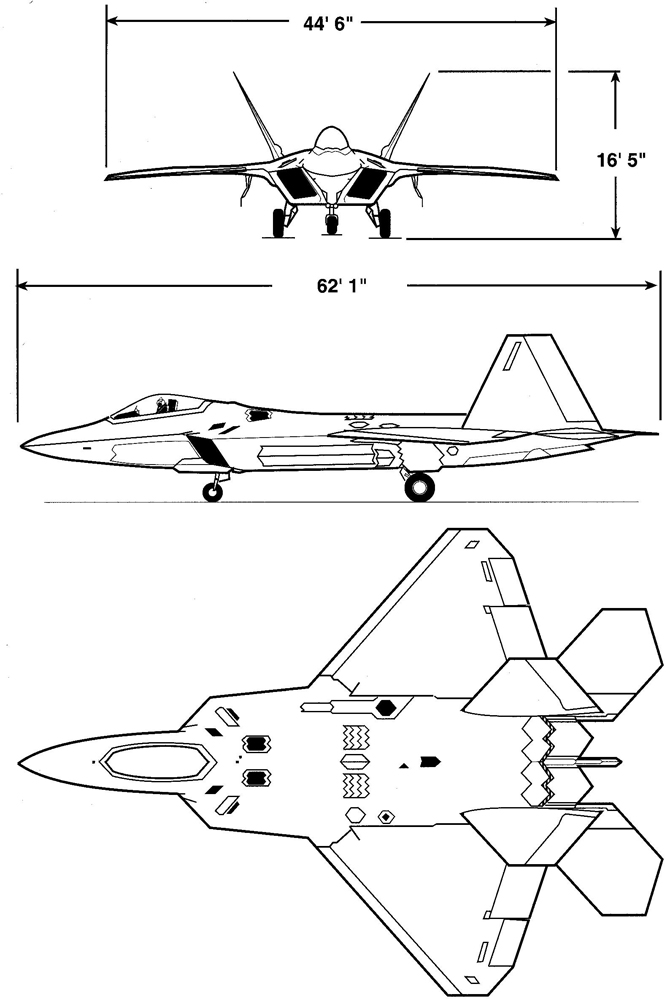
Dreiseitenriss der F-22A

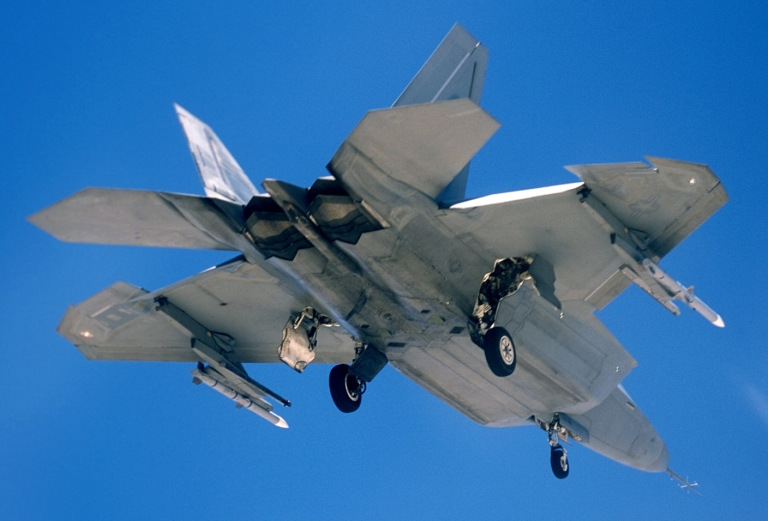
Eine F-22 mit zwei extern angebrachten AIM-120-Lenkwaffen

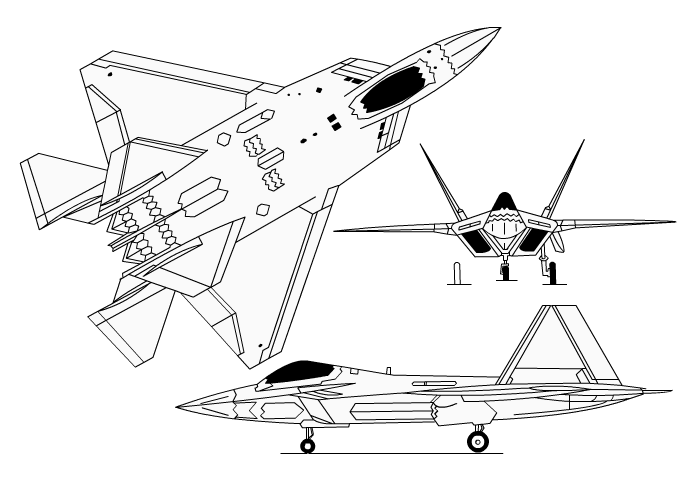
Dreiseitenriss der YF-22

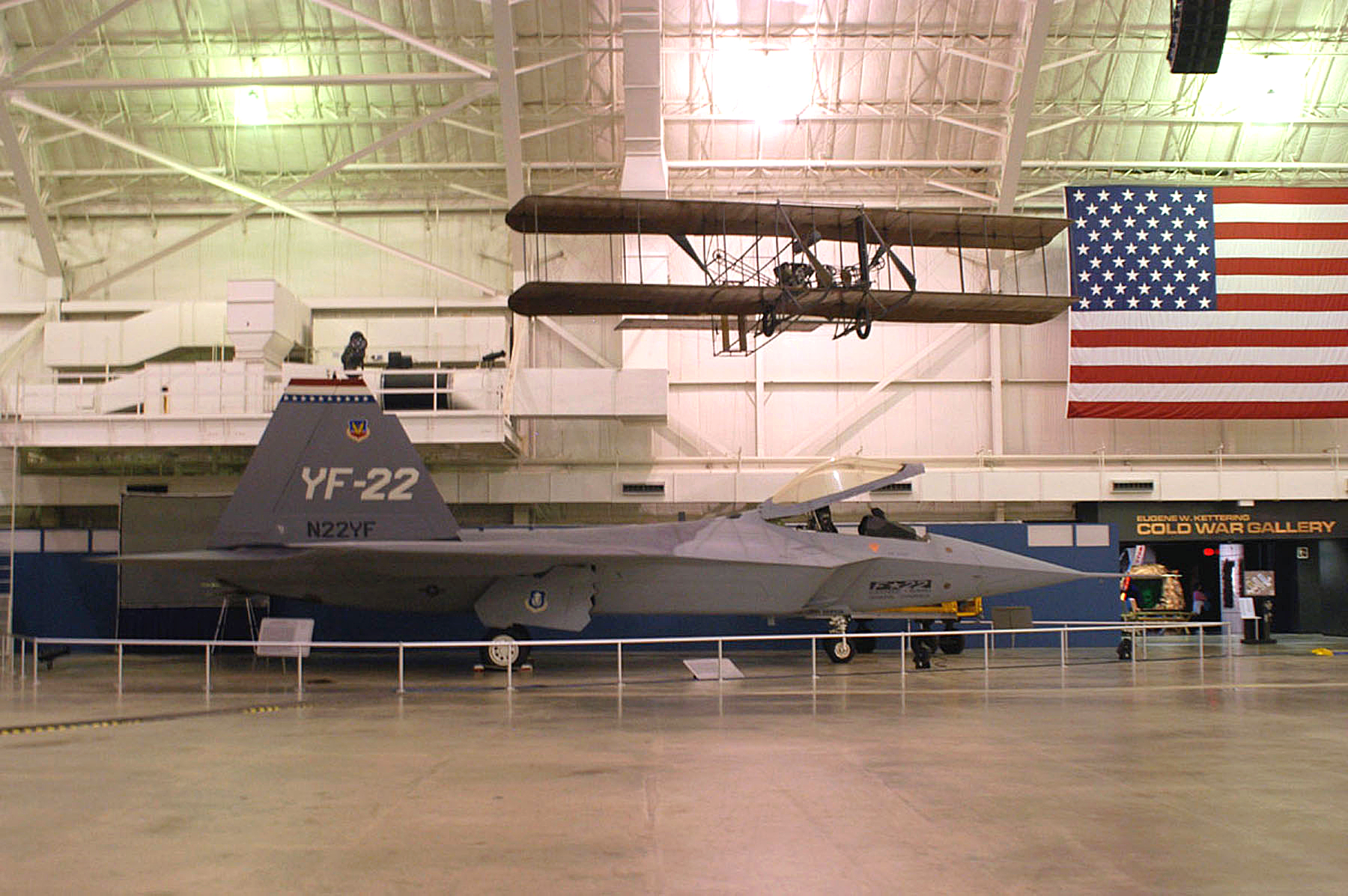
Eine YF-22 im National Museum of the USAF in Dayton (Ohio)

| Flügelflächen            | - Tragfläche: 78,04 m² - Seitenleitwerk: 16,54 m² - Höhenruder: 12,63 m² - sonstige Kontrollflächen: 16,93 m² | - Tragfläche: 77,10 m² - Seitenleitwerk: 20,26 m² - Höhenruder: 12,45 m² - sonstige Kontrollflächen: k. A. |
| Flügelstreckung          | 2,35 | 2,20 |
| Tragflächenbelastung     | - minimal: 184 kg/m² bzw. 252 kg/m² - maximal: 349 kg/m² bzw. 487 kg/m²                                       | - minimal: 180 kg/m² - maximal: 337 kg/m²                                                                  |
| Höhe                     | 5,08 m | 5,39 m |
| Leergewicht              | je nach Quelle 19.700 kg oder 14.365 kg                                                                       | 14.043 kg                                                                                                  |
| Maximales Startgewicht   | je nach Quelle 38.000 kg oder 27.216 kg                                                                       | 26.308 kg                                                                                                  |
| Treibstoffkapazität      | - intern: je nach Quelle 8.300 kg oder 9.366 kg - extern: 7.197 kg (in vier Abwurftanks)                      | - intern: 9.979 kg - extern: k. A.                                                                         |
| g-Grenzen                | - allgemein: −3/+9g - bei Mach 1,8: durchgehend 6g                                                            | - allgemein: +7,9g - bei Mach 1,8: durchgehend 6g                                                          |
| Höchstgeschwindigkeit    | - in 19.812 m Höhe: Mach 2,25 - auf Meereshöhe: Mach 1,40                                                     | - in 9 km Höhe: Mach 2,20 - auf Meereshöhe: k. A.                                                          |
| Marschgeschwindigkeit    | bis Mach 1,82 (ohne Nachbrenner auf opt. Höhe)                                                                | bis Mach 1,58 (ohne Nachbrenner auf 9 km Höhe)                                                             |
| Dienstgipfelhöhe         | durchgehend 19.812 m                                                                                          | über 15.240 m                                                                                              |
| Einsatzradius            | 1.482 km | 1.285 km                                                                                                   |
| Überführungsreichweite   | über 2.980 km mit zwei Abwurftanks                                                                            | k. A. |
| Besatzung                | 1 Pilot | 1 Pilot |
| Bewaffnung               | siehe Bewaffnung                                                                                              | nur zu Testzwecken                                                                                         |
| Triebwerk                | zwei Pratt & Whitney F119-PW-100-Turbofans                                                                    | zwei Pratt & Whitney YF119-PW-100L-Turbofans                                                               |
| Schubkraft               | - mit Nachbrenner: 2 × 155,69 kN - ohne Nachbrenner: 2 × ca. 116 kN                                           | - mit Nachbrenner: 2 × 155,69 kN - ohne Nachbrenner: k. A.                                                 |
| Schub-Gewicht-Verhältnis | - maximal: 2,21 bzw. 1,62 - minimal: 1,17 bzw. 0,84                                                           | - maximal: 2,26 - minimal: 1,21                                                                            |
| Stückpreis               | siehe Kosten                                                                                                  | k. A. |

Anmerkungen
1. ↑  Quelle für die technischen Daten der YF-22: Jay Miller: Lockheed Martin F/A-22 Raptor. Midland Publishing, 2005, ISBN 1-85780-158-X, S. 102.
2. 1 2  „minimal“ bezieht sich auf das Leergewicht. Aufgrund der unklaren Gewichtsangaben bezieht sich der erste Wert auf die leichte Konfiguration (14.356 kg / 27.216 kg), der zweite auf die schwere (19.700 kg / 38.000 kg).
3. 1 2  „maximal“ bezieht sich auf das maximale Startgewicht. Aufgrund der unklaren Gewichtsangaben bezieht sich der erste Wert auf die leichte Konfiguration (14.356 kg / 27.216 kg), der zweite auf die schwere (19.700 kg / 38.000 kg).
4. ↑  Eine YF-22 erhielt im Rahmen des Triebwerkswettbewerbes zwischen Pratt & Whitney und General Electric zwei F120-GE-100.
5. ↑  Angabe bezieht sich auf die YF119-PW-100L-Triebwerke.

## Stationierung und Organisation

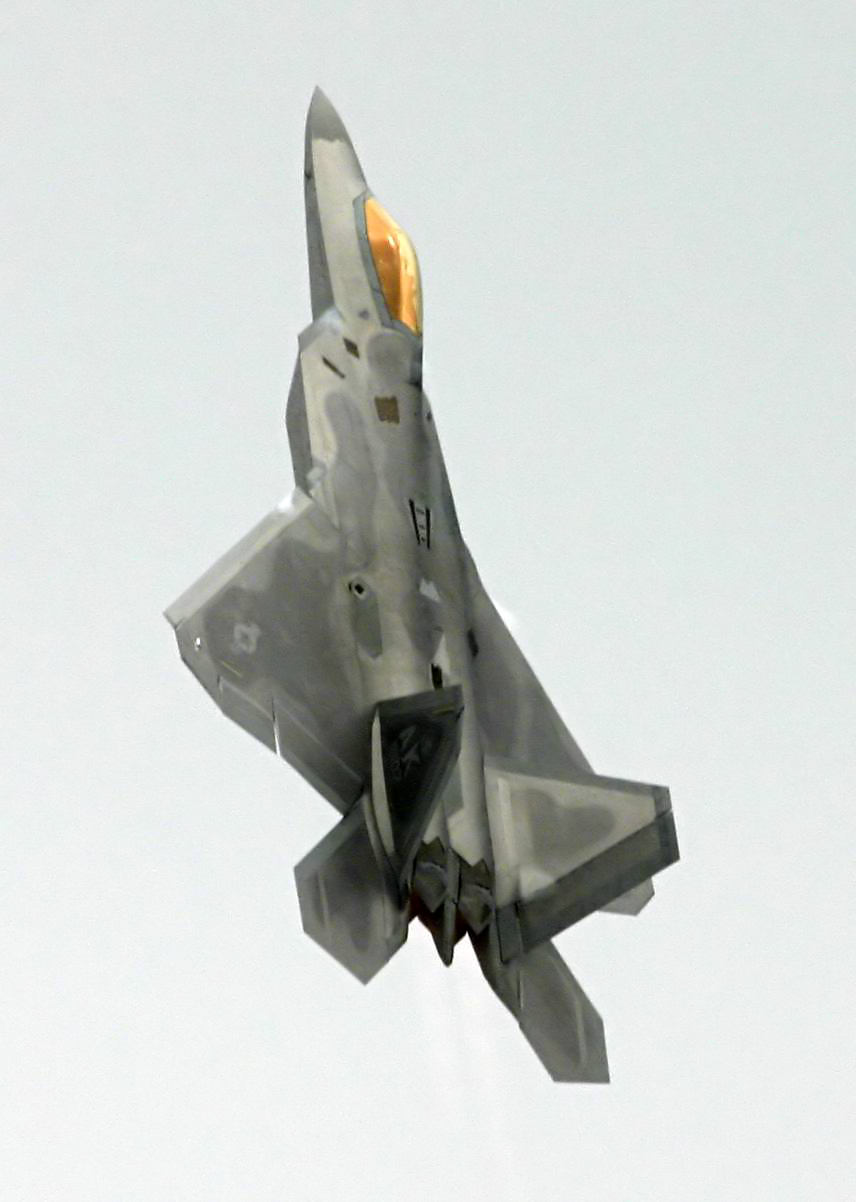
Eine F-22 im vertikalen Steigflug während der „Arctic Thunder Air Show“ auf der Elmendorf AFB

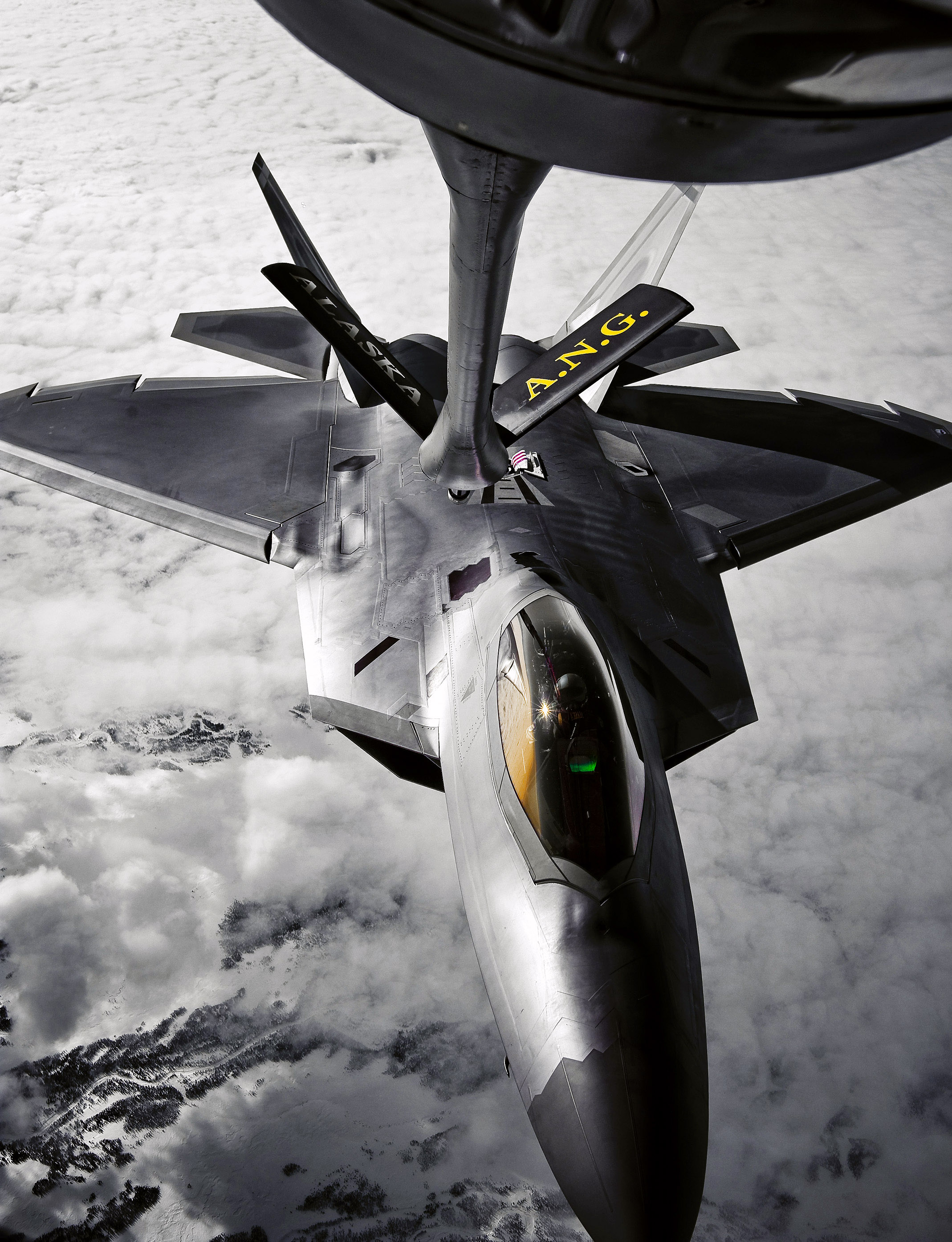
Eine F-22 Raptor nach dem Betanken durch eine Boeing KC-135

- Air Education and Training Command
  - 325th Fighter Wing, Tyndall AFB, Florida
    - 43rd Fighter Squadron – Die erste mit F-22 ausgerüstete Einheit der US-Luftwaffe, führt das Pilotentraining für sämtliche F-22-Verbände durch.[125]
    - 95th Fighter Squadron
- Air Combat Command
  - 1st Fighter Wing, Langley AFB, Virginia
    - 27th Fighter Squadron – Die erste F-22-Einsatzstaffel, Umschulung wurde 2005 durchgeführt.[126]
    - 94th Fighter Squadron

  - 49th Fighter Wing, Holloman AFB, New Mexico[127]
    - 7th Fighter Squadron
    - 8th Fighter Squadron (von 2009 bis 2011)

  - 53rd Wing, Eglin AFB, Florida
    - 422nd Test and Evaluation Squadron – Verantwortlich für die Entwicklung taktischer Verfahren, unterstützt die 411th Flight Test Squadron.[128]

  - 57th Wing, Nellis AFB, Nevada
    - 433rd Weapons Squadron[129]
- Air Force Materiel Command
  - 412th Test Wing, Edwards AFB, Kalifornien
    - 411th Flight Test Squadron – Führte den Vergleich zwischen der YF-22 und der YF-23 zwischen 1989 und 1991 durch und ist mittlerweile für Testflüge verantwortlich, die Bewaffnung und Hersteller-Upgrades betrifft.
- Pacific Air Forces
  - 3rd Wing, Elmendorf AFB, Alaska
    - 90th Fighter Squadron – Wechselte von der F-15E auf die F-22; erstes Flugzeug wurde am 8. August 2007 empfangen.[130][131]
    - 525th Fighter Squadron

  - 15th Wing, Joint Base Pearl Harbor-Hickam, Hawaii
    - 19th Fighter Squadron
- Air National Guard
  - 192d Fighter Wing, Langley AFB, Virginia
    - 149th Fighter Squadron, Virginia Air National Guard

  - 154th Wing, Joint Base Pearl Harbor-Hickam, Hawaii[132]
    - 199th Fighter Squadron, Hawaii Air National Guard
- Air Force Reserve Command
  - 44th Fighter Group, Holloman AFB, New Mexico[133]
    - 301st Fighter Squadron

  - 477th Fighter Group, Elmendorf AFB, Alaska
    - 302d Fighter Squadron

Im August 2010 wurde bekannt, dass die USAF eine Umgruppierung der F-22-Geschwader erwägt. Die Flugzeuge beider in Holloman stationierten Geschwader sollen 2013 auf andere Einheiten aufgeteilt werden, so wird die 7th Fighter Squadron nach Tyndall verlegt, die Reaktivierung der 95th Fighter Squadron zu diesem Zweck wurde am 11. Oktober 2013 bekanntgegeben. Die übrigen Maschinen sollen auf die Plätze Elmendorf, Langley und Nellis verteilt werden.

## Zwischenfälle
- Im April 1992 stürzte der erste YF-22-Prototyp im Landeanflug auf „Edwards“ ab. Testpilot Tom Morgenfeld überstand den Absturz unverletzt. Untersuchungen ergaben, dass die Flugzeug-Software Pilot Induced Oscillations nicht oder nicht hinreichend entgegenwirkte.[136]
- Am 20. Dezember 2004 kam es auf der Nellis Air Force Base zu einem Absturz während der Startphase, bei dem sich der Pilot mit dem Schleudersitz retten konnte.[137] Grund war eine Fehlfunktion in der Flugsteuerung, die durch eine unsachgemäße Abschaltung der Energiesysteme nach dem vorhergehenden Flug verursacht wurde.[138]
- Am 11. Februar 2007 kam es bei einem Überführungsflug von der Hickam Air Force Base (Hawaii) zur Kadena Air Base (Japan) zu einem schweren Computerausfall. Dabei verlor die Gruppe von sechs F-22-Maschinen alle Navigations- und Kommunikationssysteme, als sie die Datumsgrenze überquerte. Alle Raptoren kehrten aber sicher zur Hickam AFB auf Hawaii zurück, da sie bei gutem Wetter ihrem Tankflugzeug folgen konnten. Der ursächliche Softwarefehler wurde behoben.[139]
- Am 25. März 2009 stürzte während eines Testfluges eine Maschine der Edwards Air Force Base in der Mojave-Wüste im Osten Kaliforniens ab. Lockheeds Testpilot David Cooley starb bei dem Absturz.[140][141] Die anschließende Untersuchung kam zu dem Schluss, dass ein Pilotenfehler bei einem Manöver mit hohen g-Kräften die Ursache des Unfalls war.[142] In diesem Zusammenhang wurde auch untersucht, ob das seit längerem geplante Auto-GCAS-System die F-22 vor der Bodenkollision hätte schützen können.[143]
- Am 16. November 2010 stürzte eine F-22 der 525. Jagdstaffel (525th Fighter Squadron), die auf der Elmendorf Air Force Base stationiert ist, rund 160 km nördlich von Anchorage in Alaska ab. Der Schleudersitz wurde nicht ausgelöst. Zunächst vermutete man einen „gesteuerten Flug in den Boden“. Die F-22 hat kein automatisches Bodenkollisionsvermeidungssystem, was bereits nach dem Absturz vom 25. März 2009 kritisiert worden war.[144]  Als im Sommer 2011 Probleme mit der Sauerstoffversorgung bekannt wurden (siehe hier), gab es Spekulationen über einen möglichen Zusammenhang zum Absturz; der damalige Chief of Staff of the Air Force Norton Schwartz dementierte einen Zusammenhang.[43]
- Am 15. November 2012 stürzte eine F-22 des 325. Jagdgeschwaders (325th Fighter Wing) der Tyndall Air Force Base direkt nach dem Abheben ab; der Pilot konnte sich mit dem Schleudersitz retten. Die Maschine schlug rund 400 m hinter der Startbahn auf.[145]
- Im Mai 2020 stürzte eine Maschine kurz nach dem Start einer Trainingsmission in Florida ab. Der Absturzort liegt etwa 20 Kilometer vom Stützpunkt Eglin in Florida entfernt, wo die F-22 am Freitag früh Ortszeit abhob. Die Ursache für den Absturz war ein Wartungsfehler beim Waschen; durch einen Fehler der Techniker wurde die F-22 an einer Stelle nass, wo Feuchtigkeit auf keinen Fall eindringen darf. Dies führte dazu, dass Steuereingaben, die an das Flugzeug übertragen wurden, verhängnisvoll beeinflusst wurden. Vor dem Start der Maschine leuchtete ein nicht näher definierter Warnhinweis auf; da jedoch keine unmittelbaren Konsequenzen folgten, entschied sich der Pilot trotzdem für einen Start. Kurz nach dem Start neigte sich der Jet in einer Flughöhe von gut 15 Metern mit einem Mal nach links. Ein Flügelmann inspizierte die Triebwerke von außen, konnte aber keinen sichtbaren Defekt feststellen. Daraufhin ging der Pilot mit seiner F-22 in einen 45-Grad-Steigflug und erhielt im Cockpit kurz darauf eine zweite Warnung, die ihm dieses Mal verschlechterte Flugdaten anzeigte. Wieder neigte sich der Jet plötzlich nach links und kippte ohne Vorwarnung nach unten; abermals erlangte der Pilot die Kontrolle über das Flugzeug zurück. Er erhielt jedoch kurz darauf eine dritte Warnmeldung, die ihn auf eine Überlastung der Zelle durch zu hohe g-Kräfte hinwies. Daraufhin entschied sich der Pilot zum Stützpunkt Eglin zurückzukehren und auf der längsten Landebahn zu landen. Nachdem der Pilot noch etwas Treibstoff vor der Landung verbrennen wollte, begann der Jet wieder mit unkontrollierbaren Tendenzen. Der Pilot entschied sich nach weiteren Tendenzen und falschen Angaben zur Höhe, den Schleudersitz zu benutzen. Der Pilot kam mit leichten Verletzungen zur Beobachtung in ein Krankenhaus. Am Boden kam es nach Angaben der US-Luftwaffe zu keinen nennenswerten Schäden.[146][147]
- Am 4. Mai 2023 hatte die F-22 mit der Hecknummer 07-146 zum zweiten Mal ihren Erstflug. Als am 13. April 2018 der Pilot mit zu niedriger Geschwindigkeit auf der Fallon Naval Air Station in Nevada abhob und das Fahrwerk einzog, fiel die F-22 zurück auf die Landebahn und kam erst nach fast zwei Kilometer auf der Bahn zum Stehen. Zum Zeitpunkt des Unfalles war eine Reparatur noch ungewiss. Die Maschine wurde zerlegt, beschädigte Teile entfernt und eine Reparatur erfolgreich an einem Simulator durchgespielt. Bei der Reparatur kam eine im März 2022 verunfallte F-22, bei deren Landung das Bugfahrwerk versagte, zu Hilfe: So wurde letztere F-22 um diverse Klappen, den Schleudersitz und weitere Komponenten kannibalisiert, um die 07-146 wieder instand zusetzen. Schließlich war die F-22 im Frühjahr 2023 nach fünf Jahren wieder vollständig repariert und absolvierte – nach ersten Tests am Boden – ihren zweiten Jungfernflug am 4. Mai.[148]

## Mediale Rezeption

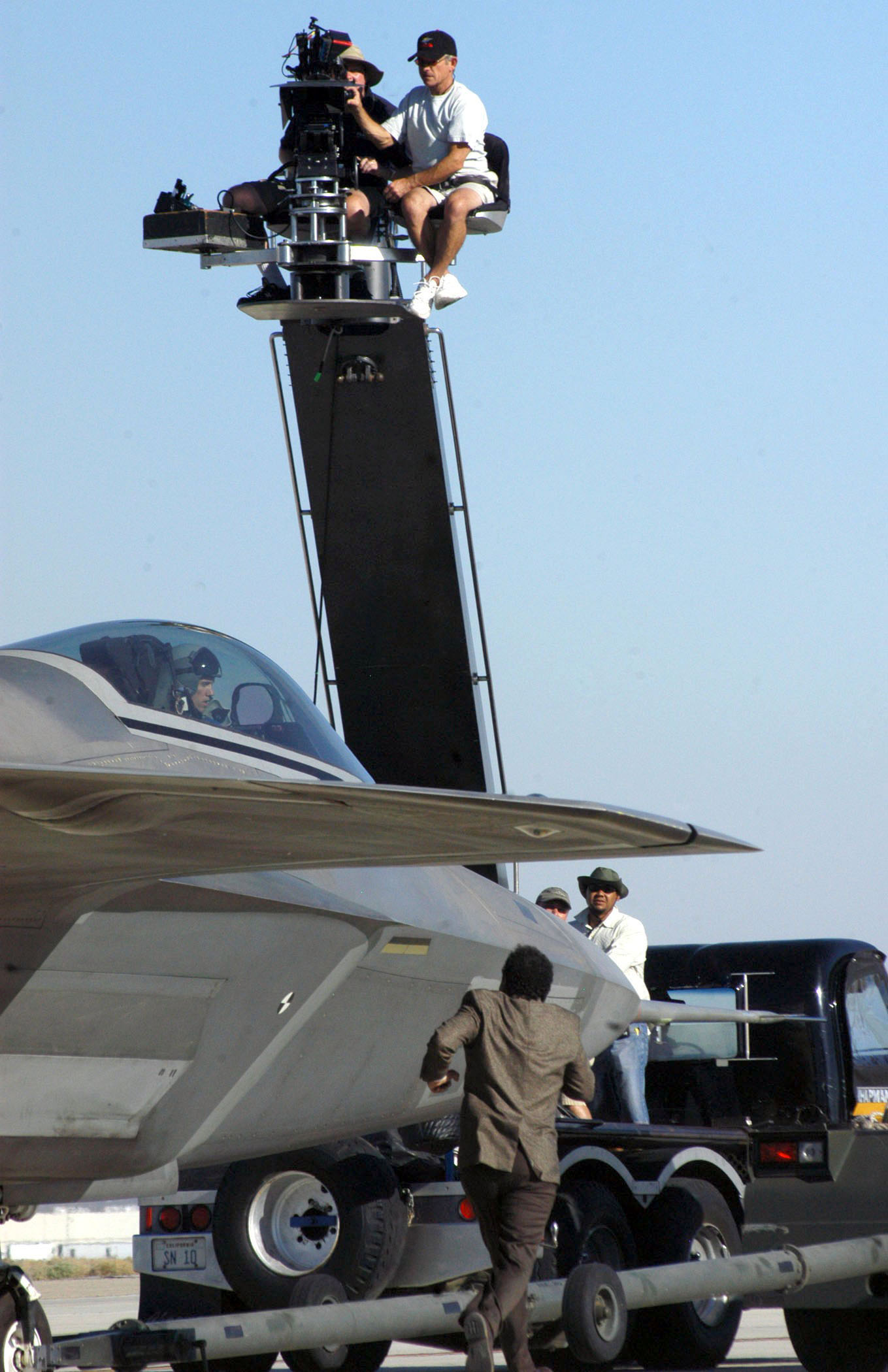
Eine F-22 während der Dreharbeiten für die TV-Serie Monk

Nach Eigenaussagen des Herstellers Lockheed Martin war im Jahr 2009 die F-22 in ihrer Kombination aus Tarnkappeneigenschaften, Geschwindigkeit, Manövrierfähigkeit, Präzision, Lagebewusstsein sowie den Fähigkeiten im Luft-Luft- und Luft-Boden-Kampf das seinerzeit weltbeste Jagdflugzeug. Auch nach Einschätzung der US Air Force war die F-22 im Jahr 2009 jedem bekannten oder geplanten Jagdflugzeug überlegen.
Als eines der modernsten Kampfflugzeuge seiner Bauart zog der Raptor verstärkt mediales Interesse auf sich. So erschien dieses Flugzeug in Fernsehserien (z. B. Monk – Staffel IV Episode 14: Mr. Monk and the Astronaut, 2006) und hatte seine bislang größten Auftritte in den Filmen Transformers, Transformers – Die Rache und Transformers 3, wo es nicht nur in Kampfszenen zu sehen war, sondern auch die irdische Tarnform des Decepticons Starscream darstellte. Dank der Kooperation mit dem US-Militär waren die F-22-Flugzeuge in allen drei Transformers-Filmen echt und nicht per Computeranimation erstellt. Im Film Hulk wird dieser über San Francisco mit zwei F-22 konfrontiert. Außerdem sind zwei F-22 im Film Iron Man zu sehen.
Der Computerspielhersteller Electronic Arts veröffentlichte 1991 eine Flugsimulation für die Konsole Sega Mega Drive, die das Steuern einer F-22 als Kerninhalt hatte. Das Spiel trägt den Namen F-22 Interceptor (dt. „Abfangjäger“).
Der Computerspielhersteller NovaLogic veröffentlichte zwischen 1996 und 1999 drei Flugsimulationen, in denen man eine F-22 steuern konnte: F-22 Lightning II, F-22 Raptor und F-22 Lightning III.
Im Spiel Strike Commander von Origin aus den frühen 1990er Jahren konnte man in den letzten Missionen eine F-22 stehlen und diese dann im letzten Luftkampf gegen eine YF-23 einsetzen.
In Aero Fighters Assault, erschienen für das Nintendo 64 im Jahr 1998, ist die F-22 als Teil der Gegnerflotte enthalten, und hat als einziges Flugzeug im Spiel den Effekt einer reduzierten Radarsignatur und ist daher nur über wesentlich kürzere Distanz mit Lenkraketen zu erfassen. Zum Ausgleich im Sinne von Spielbalancing trägt die F-22, entgegen dem reellen Kampfflugzeug, keine Lenkwaffen.
Im Spiel Jetfighter 5 von Interactive Vision (2003) konnte man in jeder Mission neben der F-16C und einer F-35 eine F-22A fliegen.
Im Spiel F-22 Air Dominance Fighter (1997) und F-22 Total Air War (1998) von Digital Image Design fliegt man in zwölf Kampagnen die F-22.
Im Spiel Command & Conquer: Generäle kann ein Kampfflugzeug „Raptor“ von der Fraktion „Westliche Allianz“ eingesetzt werden.
Des Weiteren spielt die F-22 eine wichtige Rolle in der Flugspielreihe Ace Combat von Namco Bandai.
Im neusten Teil der Ace-Combat-Reihe ist im Trailer eine F-22, die Block-50-Variante, mit Treibstofftanks an den Außenlastträgern unter den Tragflächen zu sehen.